# Amerighi
Gli Amerighi, originari della Francia meridionale, furono una famiglia patrizia senese protagonista nelle vicende politiche ed economiche della Repubblica di Siena. Strenui difensori delle libertà repubblicane, parteciparono attivamente nelle guerre contro la Repubblica di Firenze e la nascente signoria dei Medici.

## Le origini
Questa famiglia viene ricordata da Jean de Nostradame, il quale, nel descrivere la vita di Raoulx di Gassin, poeta provenzale del XII secolo, cita quella degli Amerighi, come sua famiglia di provenienza. La storia di questo personaggio è, probabilmente, immaginaria o potrebbe essere la sintesi biografica di diversi cantori occitani. Anche Giovanni Mario Crescimbeni nei suoi Comentari dell' Istoria della volgar poesia, riprende la stessa notizia. Come poi accertato in epoca successiva, Nostradamus soleva arricchire le vite dei suoi poeti con notizie di fantasia e "... indotto inoltre da spirito di adulazione, si compiacque di far risalire le maggiori famiglie aristocratiche della Provenza ai migliori trovatori ... .". Collegò, quindi, l'immaginario Raoulx a questa famiglia, che viveva nel Castello di Gassin, ricordando che " ... suo padre della Cafa degli Amerighi, era uno de' più facultofi Gentiluomini, che fossero in tutte la Marche della Provenza ... ".
Un'ipotesi, legata a considerazioni leggendarie, riprese dall'Abate Pompeo Amerighi, alla fine del XVII secolo, e tratte da precedenti Memorie domestiche di Cafa Amerighi, vedrebbe, sia il ramo provenzale che quello, poi, radicato in toscana, discendere da Teodorico di Autumn, altrimenti conosciuto, come Aimery de Narbonne, per il tramite di antiche famiglie feudali, quali, la casa dei Semur-en-Brionnais e quella dei Le Blanc de Macôn. La memorialistica genealogica, tuttavia, è concorde con il Passerini , nel fissare le prime origini italiane, di questa famiglia, nel Ducato di Spoleto durante il XII secolo.

## Storia

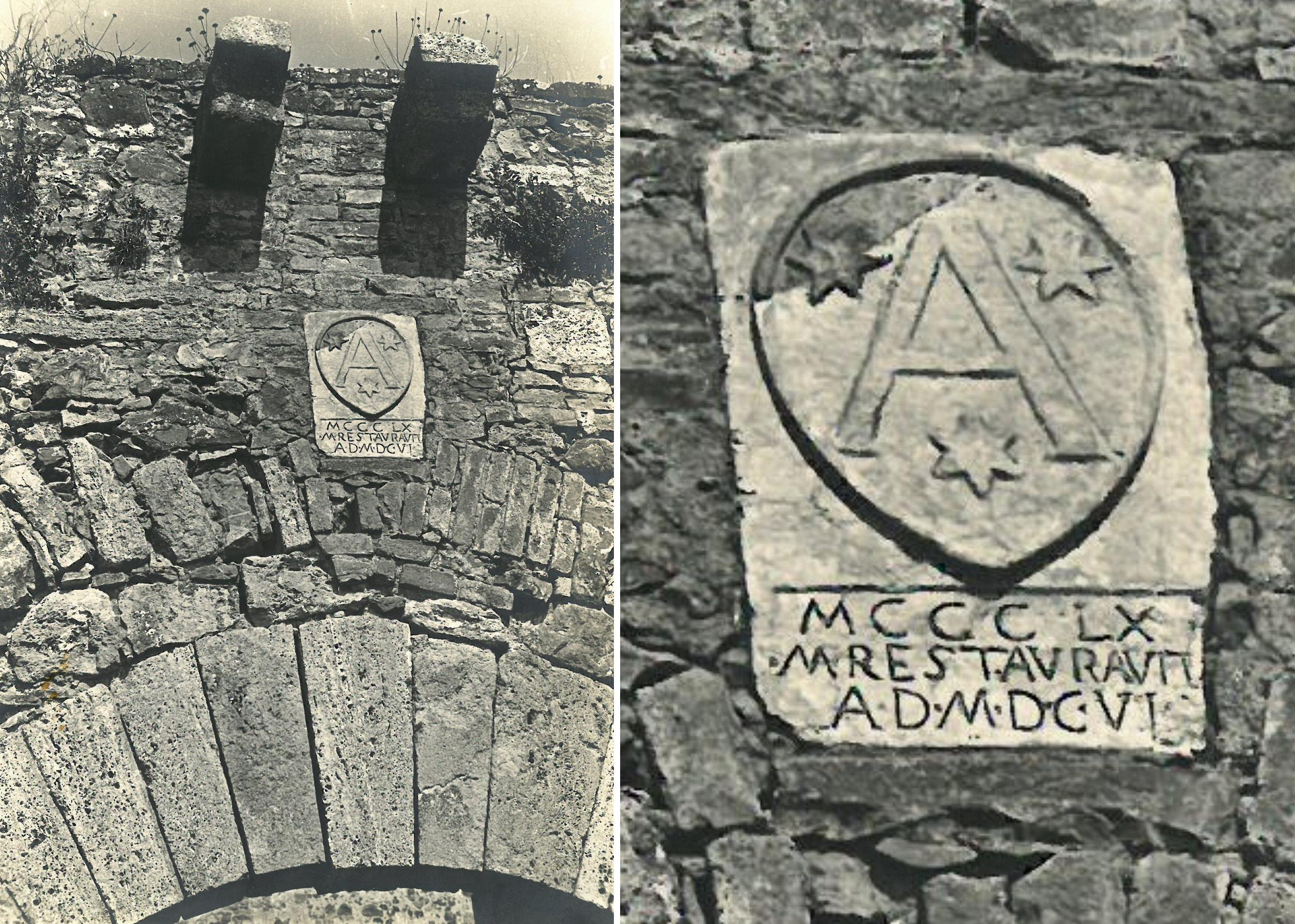
Arme della famiglia Amerighi sulla porta del Castelletto di Vignoni (Anno 1360)..

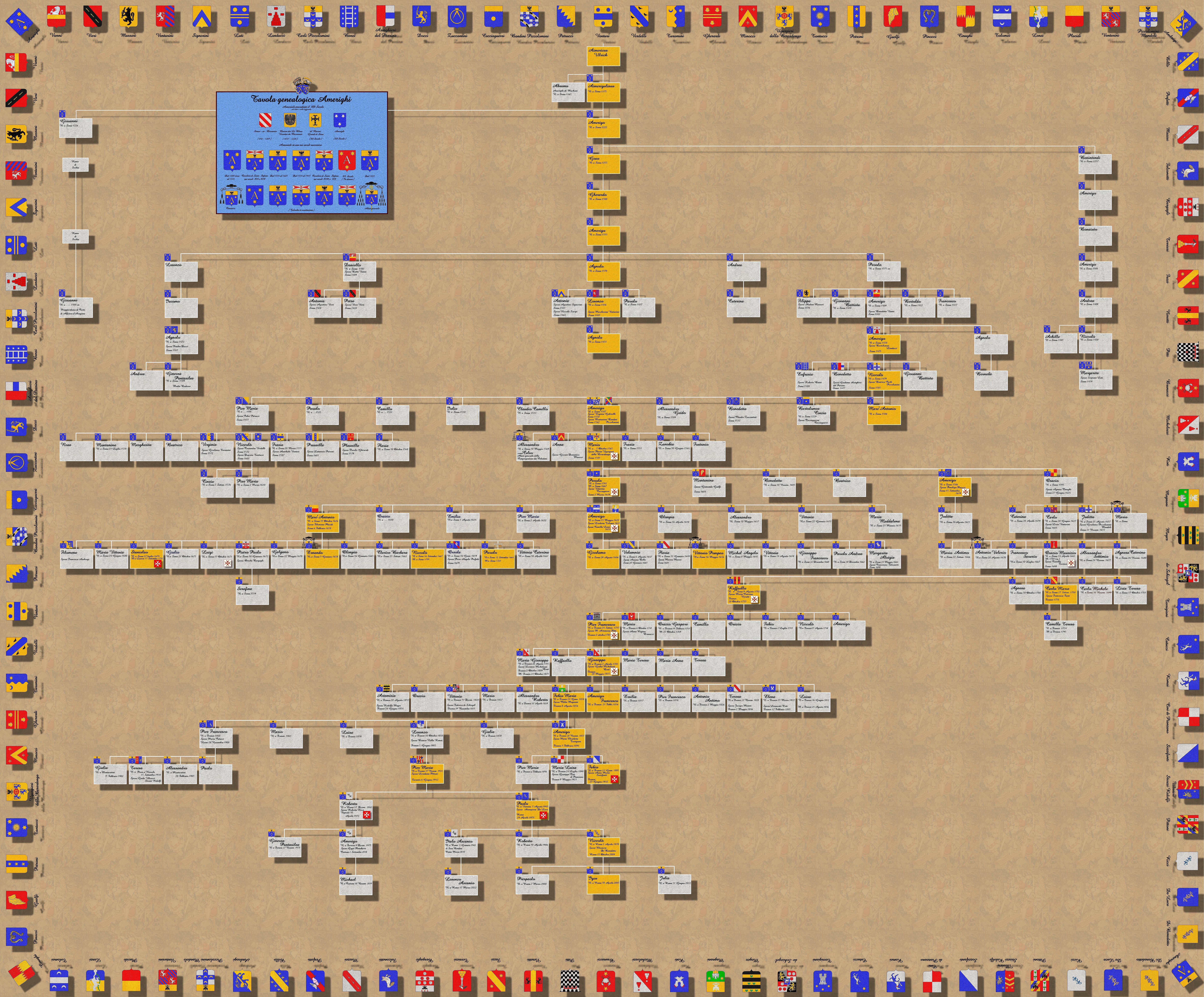
Genealogia

Giunti in Italia nella seconda metà del XII secolo, vissero inizialmente, nel Ducato di Spoleto. Successivamente, con Ulrico definito anche come Amerigo da Spoleto e Renaud, suo fratello, decisero di insediarsi definitivamente nella città di Siena. I loro figli parteciparono al governo della giovane Repubblica, con l'incarico di "Consoli" negli anni 1180, 1190, 1195. Nelle fonti documentarie e nelle fonti bibliografiche, per individuare l'appartenenza alla stessa origine familiare, vengono usati singolarmente o contemporaneamente sia il predicato "de' Machoni" (a volte nella forma contratta "de Macôni" o "Macôni"), sia i cognomi di origine patronimica Amerighi e Renaldini. Negli anni seguenti, abbandonato definitivamente il predicato "de' Macôni", nacquero due distinte famiglie: Renaldini e appunto Amerighi.

### Il periodo senese (1180 circa - 1739)

#### Durante la "Repubblica di Siena"
Durante tutto il XIII secolo, nella fase di maggiore espansione, Siena ebbe come principale obiettivo, quello di consolidare i confini, sia di mare che di terra a danno dei signori feudali (Pannocchieschi, Aldobrandeschi, Tederighi, Salimbeni), i cui territori vennero progressivamente annessi, frazionati e redistribuiti ai signori di comprovata fedeltà alla Repubblica.
In questo contesto anche gli Amerighi, appartenenti al "Monte dei Riformatori" furono parte attiva partecipando alla progressiva integrazione sia politica, che socio-economica delle popolazioni e dei territori della Toscana meridionale.
Tra i personaggi principali, vanno ricordati:
- Amerigulino[13]: è fra gli emissari della Repubblica che ratificano il giuramento[14] dell'osservanza della Lega con Siena da parte della Città di Poggibonsi, posta al confine con i Fiorentini.Federico III 10 luglio 1221.

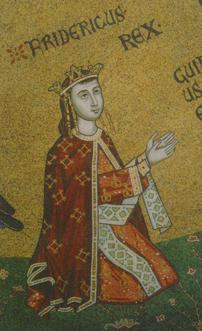
Federico III

- Amerigo[15]: è fra i procuratori nominati dal Comune di Massa di Maremma (attuale Massa Marittima) per ratificare la pace con i fuoriusciti di quella città. 8 aprile 1276. Partecipò[16], con il fratello Giovanni, entrambi capitani, alla Battaglia di Montaperti (4 settembre 1260) distinguendosi contro il generale Uberto dei Fiorentini[17]
- Giovanni, fratello del precedente Amerigo, dopo la rovinosa battaglia di Colle di Val d'Elsa (1269), in cui i ghibellini furono definitivamente sconfitti, prese con la sua famiglia la via dell'esilio, trovando la protezione di Federico III d'Aragona in Sicilia. Non si hanno molte notizie di questa linea; probabilmente i suoi discendenti seguirono le sorti dei regnanti aragonesi in Italia. Un altro Giovanni, appartenente a questo ramo, andò a Napoli nel XV secolo al seguito di Alfonso V d'Aragona, di cui era cameriere di corte. La discendenza di Giovanni, presumibilmente, si estinse nello stesso secolo[18]. Il Genealogista Filadelfo Mugnos, peraltro noto per le sue inesattezze, ne dà notizia, formulando da una parte, l'origine senese e l'appartenenza ghibellina di questa discendenza, dall'altra, però ne travisa il cognome in Amarighi, individuando, per l'arme di famiglia, una blasonatura sconosciuta[19].
- Goso di Amerigo[20]: legato nominato dal governo di Siena per l'acquisizione alla Repubblica, della Roccatederighi e tutti i territori, vassalli e diritti ad essa direttamente connessi. Unitamente il signore della Rocca Guasco Tederighi cede a Goso, sempre in rappresentanza della Repubblica, tutti diritti e le ragioni contro i Signori di Sassoforte. 14 aprile 1294

Nel 1360 il Castello di Vignoni, in Val d'Orcia (già di Ciampolo Gallerani), entra nell'orbita della famiglia Amerighi nel nome di Gherardo e di suo figlio Amerigo.

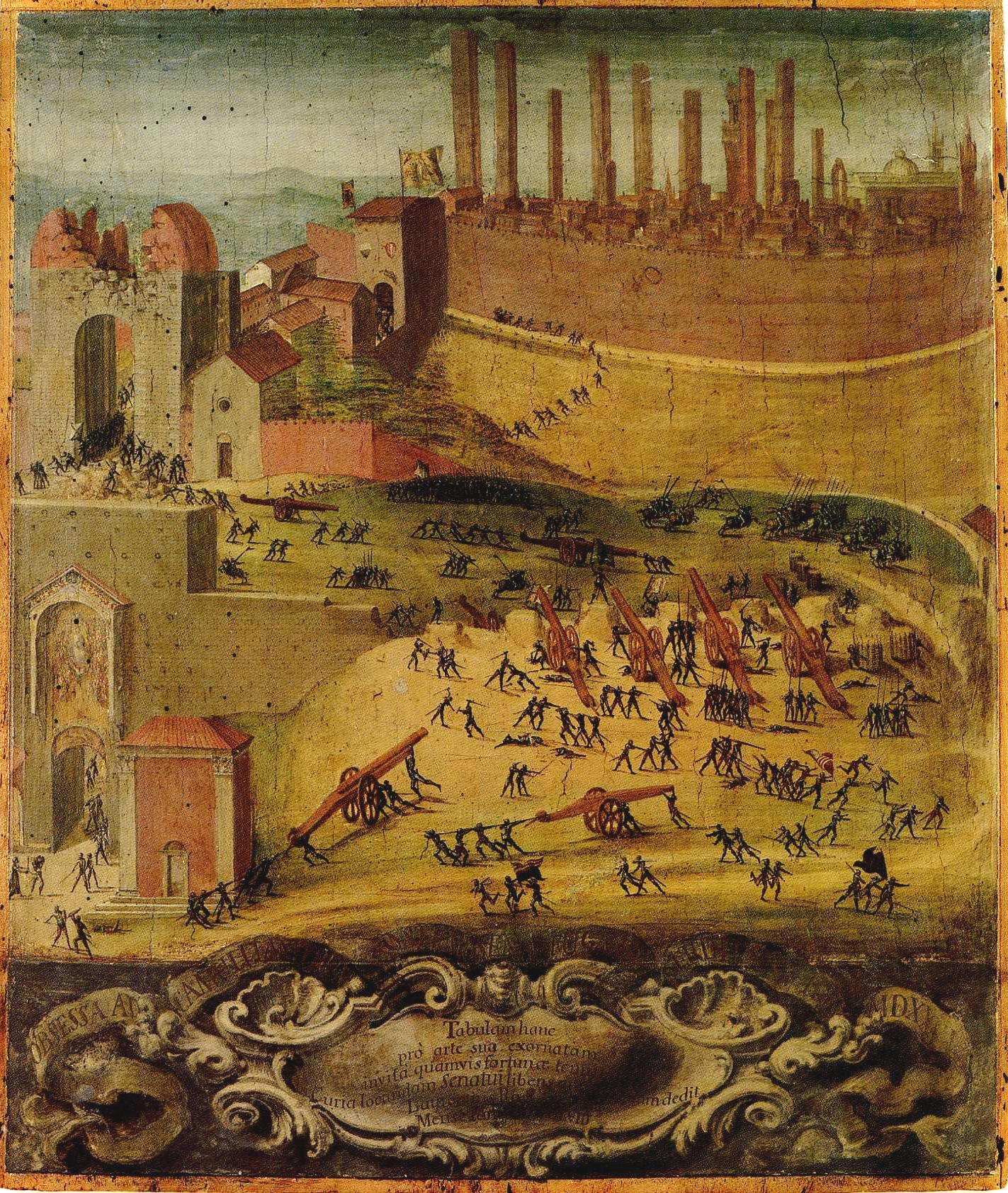
Tavoletta di Biccherna - "La Vittoria di Camollia" Commissionata da Niccolò Amerighi 1526

- Maestro Amerigo di Gherardo: (Siena 1335 ca.). Ereditò dal padre una cospicua fortuna, accumulata con il commercio dei legnami e le attività di costruzioni.E. Romagnoli - Veduta dei Bagni di Vignone. Sullo sfondo il Castelletto di Vignoni - (Disegno del XVIII secolo).Tavoletta di Biccherna - "La Vittoria di Camollia" Commissionata da Niccolò Amerighi 1526 Divenne Priore della Arte dei Maestri di Pietra e Legname[22] Aveva inoltre un ruolo militare, essendo anche Priore dei Difensori delle Arti[22]. Nel 1380, come emissario della Repubblica, acquisì dai conti Pannocchieschi D'Elci, due terzi del contado annessi al Castello di Giuncarico, che entrò a far parte dei territori di Siena[22].

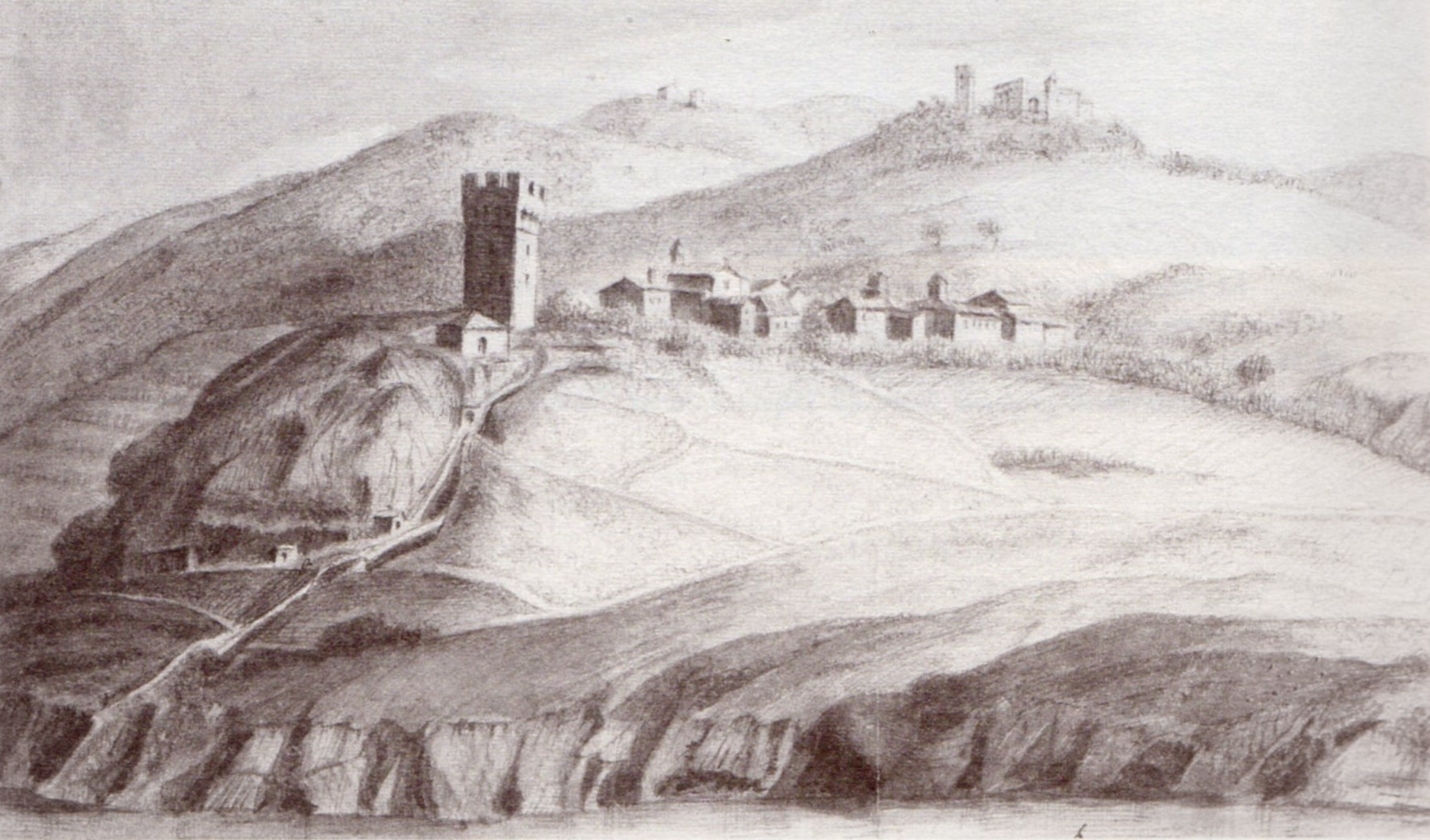
E. Romagnoli - Veduta dei Bagni di Vignone. Sullo sfondo il Castelletto di Vignoni - (Disegno del XVIII secolo).

- Agnolo di Maestro Amerigo (Siena 1370). Durante la campagna di Sigismondo di Lussemburgo in Italia, nel 1432, era membro del Concistoro di Siena[23]. Fu nominato commissario della Repubblica[24], per gestire il contingente militare, mandato in appoggio a Bernardino Ubaldini della Carda, comandate dell'esercito, che Filippo Maria Visconti Duca di Milano aveva inviato, contro la Repubblica di Firenze.
Durante quel periodo era anche Podestà di Casole d'Elsa, città fortezza al confine con i territori fiorentini. Nel 1431, portò alla luce una cospirazione di alcuni fuoriusciti fiorentini, che tradendo la fiducia accordata loro, dai Senesi, trattavano segretamente la vendita di alcuni castelli e territori a Firenze. Ne ordinò la pena capitale, che fu eseguita, mediante impiccagione, nella pubblica piazza di Casole[25].
- Paolo di Maestro Amerigo (Siena 1375 ca.). Dopo un periodo di vacanza del governo e conseguente instabilità politica a Siena, nel 1413 fu chiamato a far parte dei sette di Balìa[26], per gestire il difficile passaggio, che vedeva, contrapposti, gli interessi in Italia di Luigi II d'Angiò e di Ladislao I re di Napoli. In quell'anno, la Repubblica, con la sua diplomazia, riuscì ad evitare l'invasione dei propri territori, mentre Firenze veniva occupata dai Napoletani.
- Amerigo di Amerigo di Paolo (Siena 1450 ca.). Durante la Congiura dei Pazzi ed il conseguente assedio di Colle di Val d'Elsa, assunse nei confronti del Duca di Calabria, poi, Alfonso II di Napoli, insieme al gruppo dei riformatori, di cui era rappresentate, un atteggiamento di contrapposizione, poiché mal sopportava l'ingombrante ingerenza degli aragonesi nella Repubblica. Con un colpo di mano dei Nove, del Monte del Popolo e delle soldatesche napoletane, la notte del 22 giugno del 1480, i riformatori furono esclusi dal governo[27]. Amerigo fu bandito dalla città di Siena e confinato nel suo contado di Vignoni[28]. Poté fare ritorno in patria solo nel 1494, quando Carlo VIII, durante la sua campagna contro Alfonso II d'Aragona, passò per Siena, rompendo gli equilibri esistenti[29]. Amerigo, poté così fare ritorno in patria, anche se il Monte dei Riformatori non fu immediatamente ricostituito. Fece parte, per un breve periodo, del Monte dei Gentiluomini e gli fu consentito di riprendere la sua attività di governo

Nella seconda metà del XIV e nel XV secolo, durante il periodo di massimo splendore della Repubblica, sia economico che culturale, questa famiglia prosperò, continuando le sue antiche attività connesse, da una parte, alla lana ed alla produzione di tessuti in genere, e dall'altra, al commercio di legname e alle costruzioni, non mancando però di partecipare con continuità al governo della città e dei suoi territori. Il primo risieduto al supremo magistrato del concistoro fu Maestro Amerigo di Gherardo nel 1373. Si susseguirono poi con continuità fino al 1690 numerosi membri della famiglia (102), tra cui Gonfalonieri e Capitani del Popolo.Presiedettero anche le più importanti magistrature finanziarie come quelle di Gabella e di Biccherna. Si ricorda fra tutti Niccolò, Camerlengo di Biccherna nel 1526, cui è attribuita la commissione della Tavoletta di Biccherna raffigurante "La Vittoria di Camollia".
L'influenza della famiglia si concretizzò anche con matrimoni contratti con le più importanti famiglie della Repubblica. Tra cui, i Vanni, i Petrucci, i Piccolomini, i Bandini Piccolomini, gli Ugurgieri della Berardenga, i Tolomei, i Cinughi, i Cacciaguerri..

Per approfondire vedi Armoriale dei matrimoni Amerighi

La prima metà del XVI secolo vide la Repubblica di Siena al centro del cambiamento geopolitico che interessò la penisola, stretta fra gli interessi Imperiali e quelli della Francia.

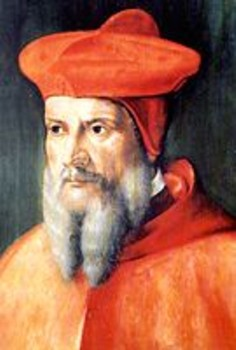
"Cardinale Francois de Tournon

Gli Amerighi, in quell'epoca, occupavano ruoli di primo piano nel governo dello stato.

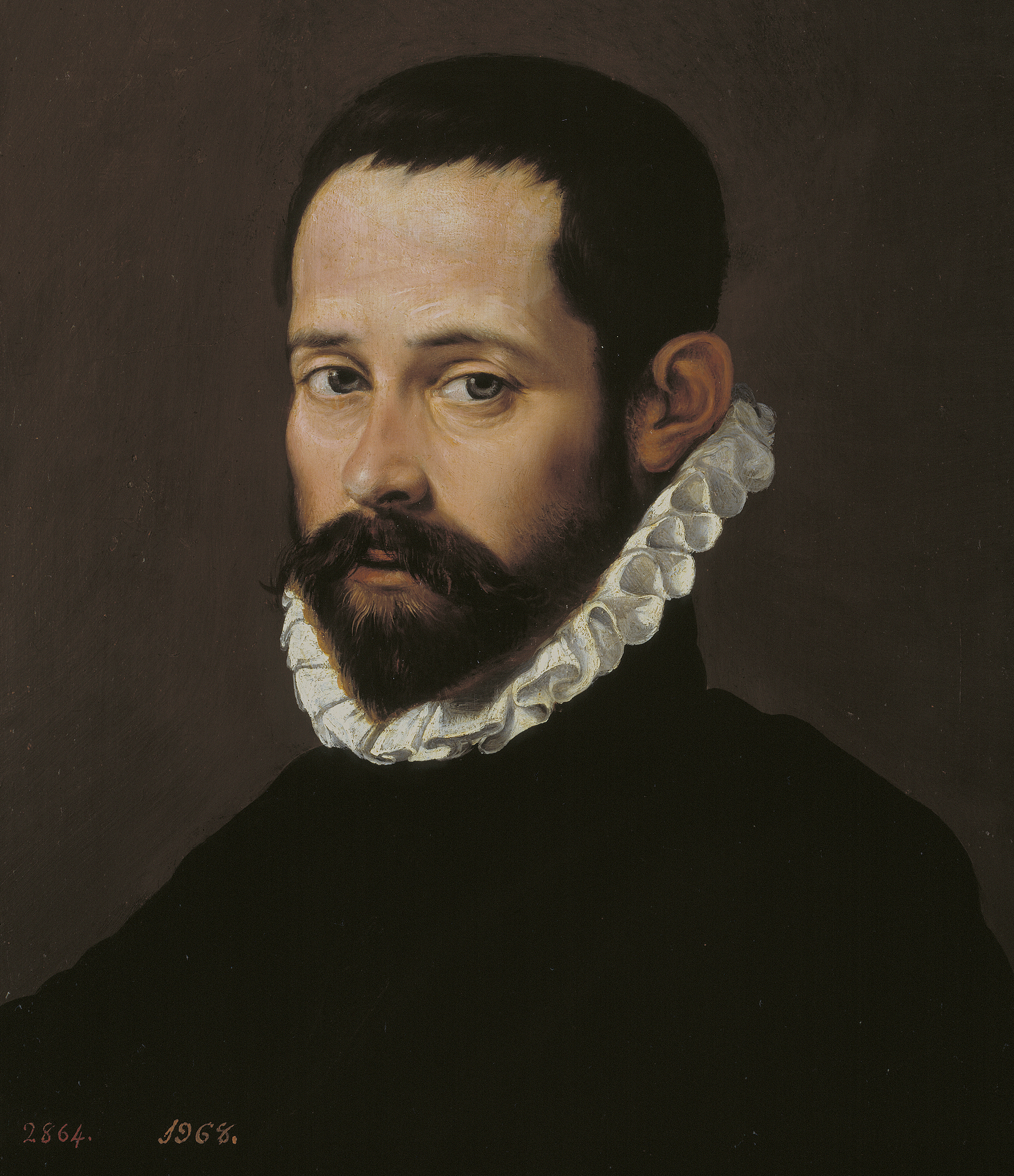
"Diego Hurtado de Mendoza"

- Niccolò: (Siena 1472). Sposa nel 1505 Beatrice Carli Piccolomini[34]. capitano del Popolo nel 1537[35].
- Amerigo[36]:(Siena 1507). Fu uno dei primi membri dell'Accademia degli Intronati, con lo pseudonimo de il Tiepido[37]. Prese il dottorato, nel 1538, in belle arti e in medicina. Di quest'ultima materia fu professore, presso l'Università di Siena[38]. Sposò nel 1562 Montanina Bandini Piccolomini[34], nipote, tramite la nonna Montanina Piccolomini Todeschini[39][40], dei papi Pio II e Pio III. Fu membro del Consiglio Generale fino al 1547[41], per poi entrare[36] nella ristretta e più alta Magistratura dello stato: i "Dieci di Balìa". Fu emissario della Repubblica a Roma nel 1551[42].Fece parte della Magistratura degli "Otto della Guerra"[43] più volte e dall'ottobre 1554 tenne questo incarico fino alla fine della Repubblica[44].
- Pier Maria[45]: (Siena 1508). Sposa nel 1553 Celia Petrucci[34]. Uno dei quattro Capitani Generali[46] della Repubblica.
- Marco Antonio: (Siena 1506). Anch'egli fu tra i primi accademici intronati, con lo pseudonimo de lo Scalmato[47]. Fu ambasciatore presso Carlo V nel 1547-1554[48] e capitano del popolo 1562-1563[49].
- Alessandro: fece parte della Magistratura degli "Otto della Guerra" dal dicembre 1553 al febbraio 1554[42].

La rilevante posizione della famiglia negli affari della repubblica, consentì di tessere un delicato e molto complesso sistema di relazioni che portò alla cosiddetta cacciata degli spagnoli nel 1552. Questo evento concluse un periodo di oppressione iniziato il 24 aprile 1535, con l'entrata di Carlo V in Siena. In quella occasione l'Imperatore fu accolto trionfalmente dai Senesi, che erano convinti di avere acquisito un potente alleato contro i nemici Fiorentini. Alleanza però che si trasformò progressivamente in occupazione, che ebbe, come epilogo, la costruzione di una cittadella, roccaforte della guarnigione spagnola, entro le mura cittadine.

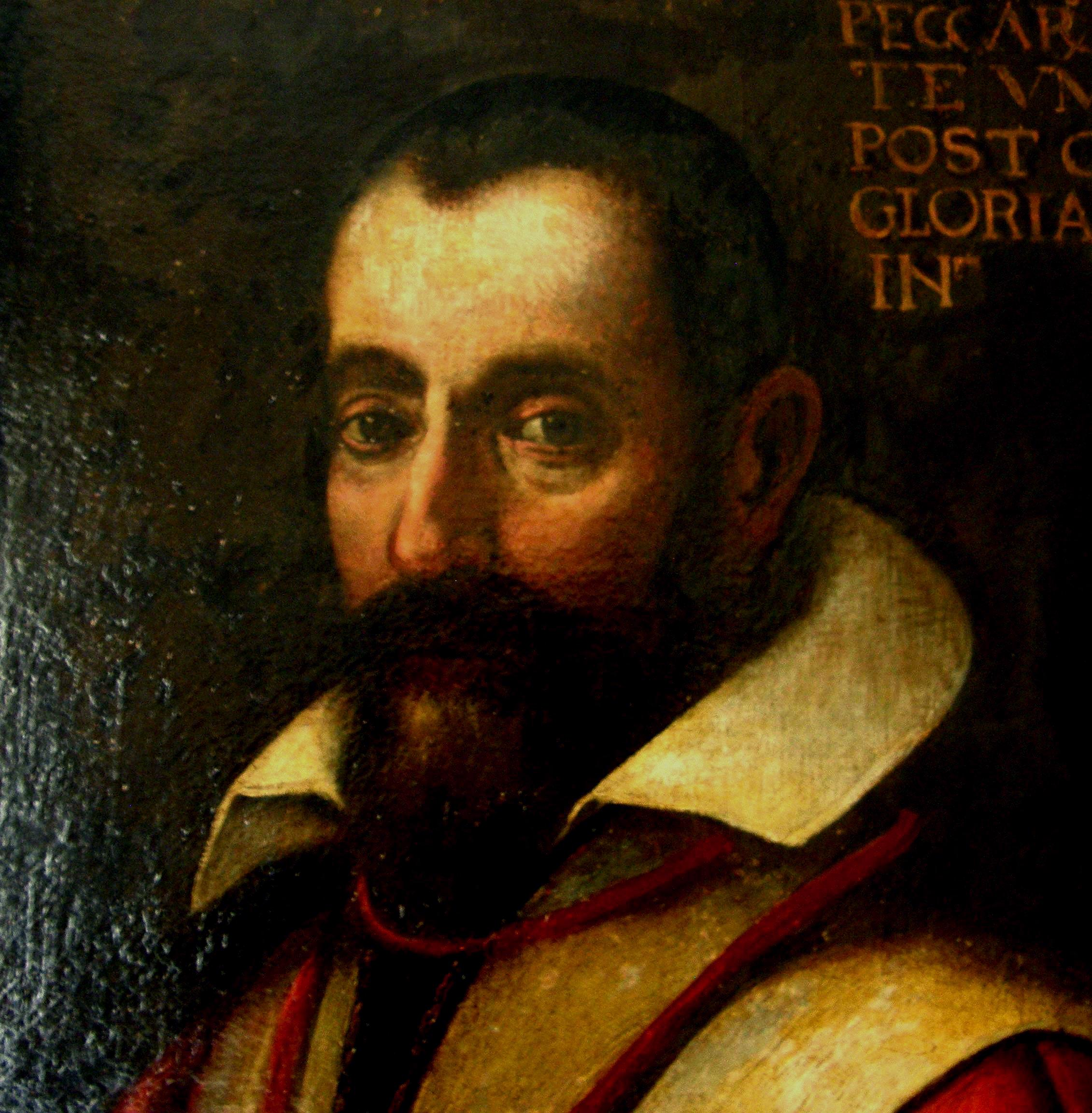
"Amerigo Amerighi"

Questa prima fase della Guerra di Siena contro gli spagnoli ebbe come protagonisti, da una parte, Amerigo Amerighi, capo della congiura o rivoluzione, dall'altra, don Diego Hurtado de Mendoza y Pacheco, delegato di Carlo V, per gli affari senesi.
Amerigo, riuscì, muovendosi con perizia tra Roma, Venezia e Parigi a concludere un negoziato con il cardinale François II de Tournon, emissario pontificio e il Monsignor Mirapois, ambasciatore francese.
Il 18 luglio 1552, nel convegno di Chioggia ottenne un importante finanziamento, da parte dei francesi, per costituire un esercito da opporre al contingente militare spagnolo a Siena.
Per sviare i sospetti, ottenne, inoltre, che dal Convegno uscisse la falsa notizia di una spedizione contro il regno di Napoli (che dal 1516 era entrato nella sfera di influenza Imperiale).
A causa di questa notizia fuorviante, il de Mendoza si vide costretto ad alleggerire il contingente militare a Siena, per rafforzare le difese di quel regno.
Con grave rischio il negoziato fu tenuto segreto ed era conosciuto da pochissime persone. Il de Mendoza aveva grandissima fiducia nei confronti di Amerigo che da parte sua mostrava piena fedeltà alla causa imperiale. Circostanza questa che procurò a lui e alla famiglia grave discredito verso i Senesi che lo consideravano, a torto, un traditore. Ma, al contrario, l'Amerighi, non si era fatto tentare, nemmeno dalla lusinghiera promessa del riconoscimento di una signoria nel Regno di Napoli, che il de Mendoza aveva confidato di aver sollecitato presso Carlo V, in riconoscimento della sua fedeltà.
L'ostilità dei senesi, nei confronti degli Amerighi, allarmò gli alleati e il cardinale de Tournon, temendo per la vita di Amerigo e per quella dei suoi familiari, offrì loro asilo presso la Repubblica di Venezia. Tale eventualità non fu però presa in considerazione, al fine di non pregiudicare il buon esito della cospirazione, ormai giunta alla fase risolutiva.
I fratelli Amerighi e Claudio Zuccantini, ritennero, a questo punto, indispensabile coinvolgere nell'iniziativa, un nome di prestigio che avesse credito presso la gioventù senese. Fu deciso di coinvolgere lo stesso cugino di Amerigo, Enea Piccolomini Pieri delle Papesse, che viveva vicino a Vignoni nella città di Pienza, la cui adesione fu determinante per la riuscita dell'operazione.
Amerigo avvalendosi del suo ruolo nel collegio di Balìa appose il Sigillo della Repubblica su un quinterno di fogli bianchi, da trasformare in "patenti" atte a dare ampi poteri, di vita o di morte, ai comandanti militari dell'impresa, che cominciarono immediatamente il reclutamento delle truppe.
Nella notte tra il 26 e il 27 luglio dell'1552 fu radunato un esercito di oltre 4.000 uomini, stanziati, in gran segreto, tra Vignoni e San Quirico d'Orcia, il cui comando era diviso tra il Cavalier Amerigo, il capitano generale Pier Maria ed Enea Piccolomini delle Papesse. Il contingente Francese di Piero Strozzi, invece tardava a venire.
La notizia dell'insurrezione ormai era difficile da tenere sotto controllo ed Amerigo, per non vanificare la sorpresa, diede l'ordine di intervenire anche senza lo Strozzi. Così, mentre le truppe del Piccolomini e Pier Maria marciavano su Siena, quelle di Amerigo occuparono la fortezza di Montalcino e Buonconvento.

Marco Antonio e il capitano del Popolo Claudio Zuccantini (suo cognato), rimasero a Siena per organizzare l'insurrezione interna. 

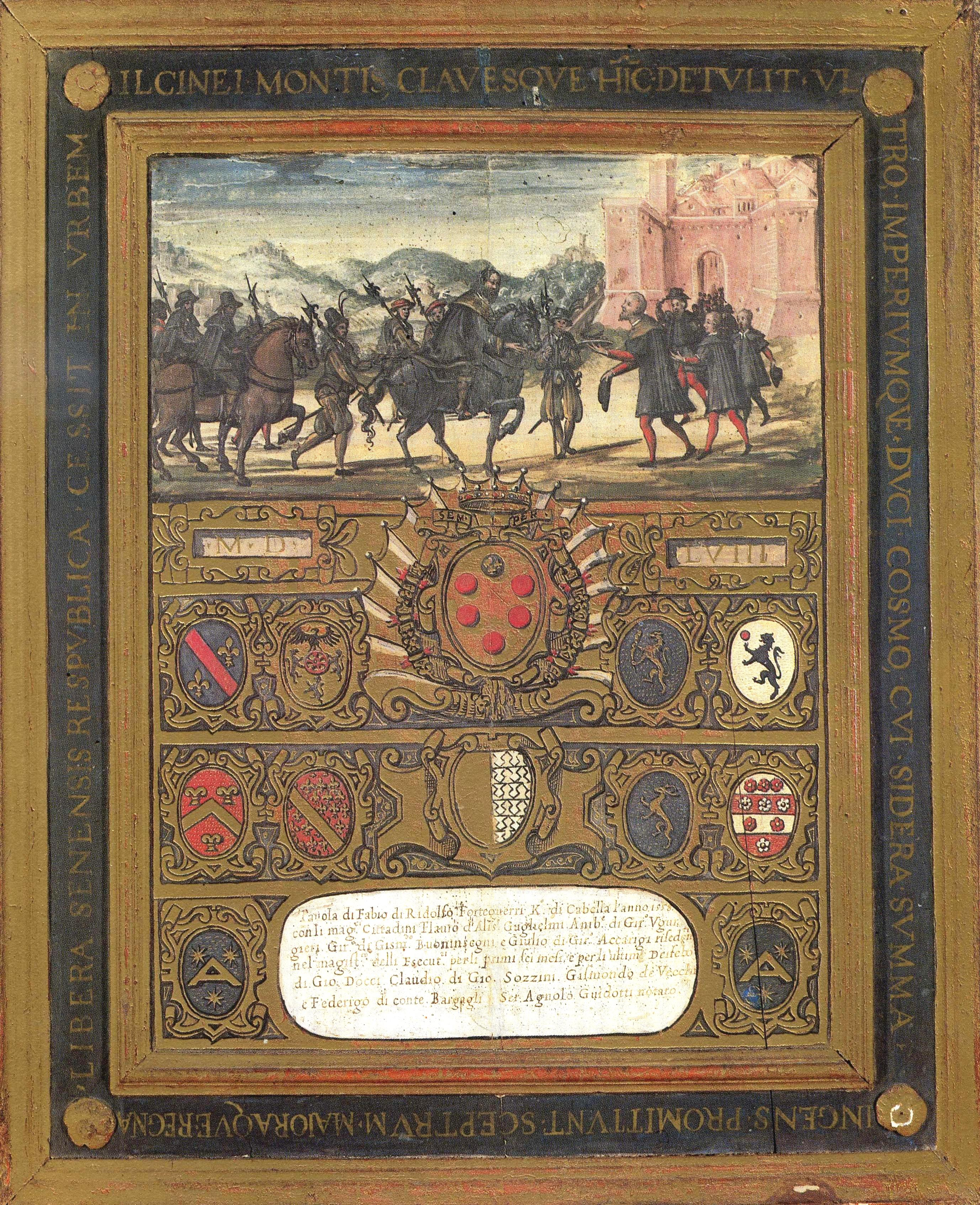
Tavoletta di Biccherna - Resa della Repubblica di Siena Ritirata in Montalcino. In basso lo stemma "Amerighi" - 1559

La guardia spagnola, insospettita da informazioni anonime, arrestò numerose persone, compreso lo Zuccantini, che rischiò la defenestrazione dal Palazzo del Governo. Marco Antonio invece riuscì a sottrarsi.

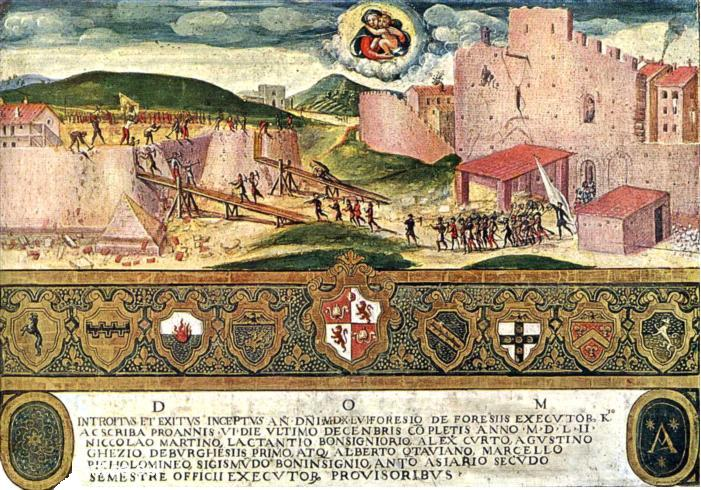
Tavoletta di Biccherna - I senesi demoliscono la fortezza degli spagnoli -
In basso a destra lo stemma "Amerighi" - 1552

I combattimenti durarono fino al 29 luglio, quando gli spagnoli si ritirarono nella loro cittadella. Cominciarono i negoziati e gli occupanti, ormai battuti, lasciarono la città il 5 di agosto.
Il periodo di pace, per Siena, durò pochi mesi, fino al gennaio 1553. In questo breve periodo la cittadella fortificata costruita dagli spagnoli fu demolita.
Seguì un periodo di grande travaglio.
Nella seconda fase della guerra, che vide le forze imperiali e fiorentine contrapposte a quelle francesi e senesi, il territorio della repubblica fu devastato. Il castello di Vignoni fu seriamente danneggiato, con la distruzione quasi totale del mastio; di conseguenza anche l'attività manifatturiera della famiglia Amerighi fu compromessa con la distruzione, a Bagno Vignoni, della Torre (non più esistente) ed i sottostanti mulini.
Il capitano Pier Maria durante i mesi che seguirono, agli ordini di Piero Strozzi, comandante generale dell'esercito franco-senese, ebbe un ruolo rilevante, tenendo impegnato l'esercito imperiale in tutto il sud del territorio della Repubblica. Nel marzo del 1554, fu mandato in soccorso del comandante delle forze francesi in Val di Chiana, Paolo Orsini, il quale, senza combattere, aveva lasciato la città fortificata di Torrita di Siena in mano nemiche, benché, come riferito allo Strozzi, fosse notevolmente superiore di numero.
Fu in questa occasione che Pier Maria, radunò tutte le truppe senesi della sua giurisdizione, detta della Montagna, e le portò in Val di Chiana, costringendo l'Orsini a venire in contatto con il nemico. Nella Battaglia di Chiusi l'esercito imperial-mediceo subì una grave sconfitta ed il loro comandante Ascanio della Cornia, nipote del Papa Giulio III, ferito, fu fatto prigioniero e condotto a Siena con 400 prigionieri.
Questa fu la sola e ultima battaglia di rilievo vinta dai senesi prima della "rotta" di Marciano (Battaglia di Scannagallo), dopo la quale incominciò il lungo assedio della città di Siena e il rapido declino della Repubblica.
Dopo questi avvenimenti Pier Maria fu al comando della difesa di un terzo della città: Il Terzo di San Martino.
Nel disperato tentativo di ricevere i promessi soccorsi francesi, Pier Maria fu mandato, emissario della Repubblica, presso il gran maresciallo Brisach, comandante delle forze francesi in Piemonte. Amerigo, recandosi più volte a Roma, cercò fino alla fine, di ottenere, presso i cardinali Tournon e Farnese, l'intervento di un nuovo più consistente contingente francese.
Il 17 aprile 1555 Siena firmò la capitolazione della città, contro il volere dell'Amerigo.
Il capitano del popolo Mario Bandini Piccolomini, suocero di Amerigo, prese il Sigillo pubblico (simbolo della continuità statuale) ed insieme al fratello Francesco, arcivescovo di Siena, e 78 gentiluomini, tra cui tutti gli Amerighi (cui se ne aggiunsero in seguito altri 164), si ritirò a Montalcino, proclamando la "Repubblica di Siena Ritirata in Montalcino", che sopravvisse fino al 1559, alla stipula del trattato di Cateau-Cambrésis.

#### Durante il "Granducato di Toscana"

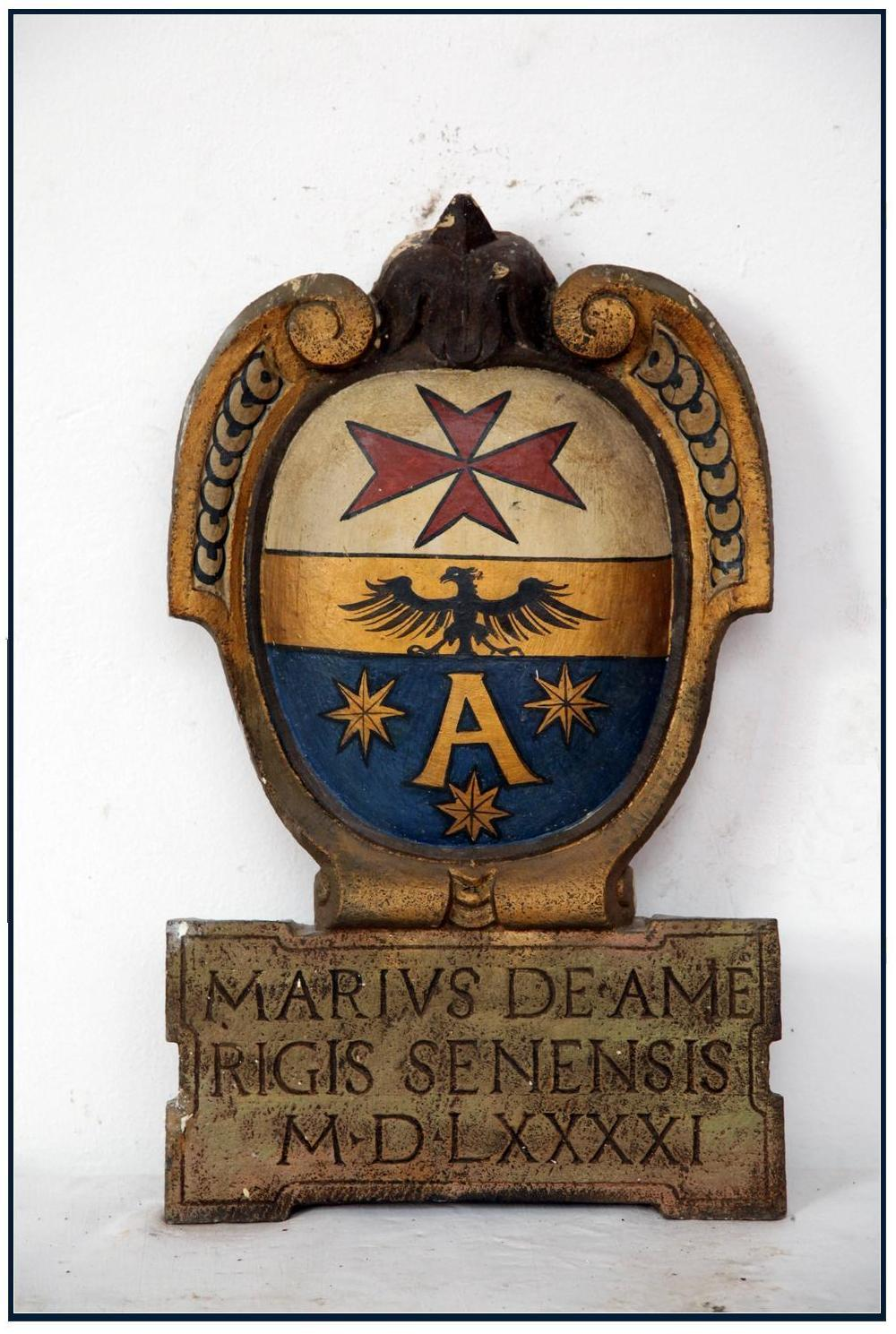
Arme di Mario Amerighi con il capo di Santo Stefano

Dopo la pace di Cateau-Cambrésis, la Repubblica di Siena Ritirata in Montalcino si arrese e i sudditi ribelli ricevettero, dal Duca Cosimo I, il perdono per le colpe politiche passate e concessioni graziose per facilitare il loro reinserimento nella società senese già sottomessa. In particolare, il Cav. Amerigo scelse la via dell'esilio e visse solo saltuariamente a Siena, passando gran parte dei suoi ultimi anni a Roma, sotto la protezione del cardinale Farnese, che fra l'altro era parente di sua moglie.
In questo contesto, il patrimonio della famiglia che, come quello degli altri fuoriusciti, era stato confiscato dal Granduca, fu restituito. Nel periodo dell'esilio, era stato amministrato da un funzionario governativo, il notaio Agnolo Guidotti. Dopo anni di abbandono venne, infine, nuovamente curato da un Amerighi: Mario figlio di Amerigo.
- Mario: (1565 - 1625) (Sposa nel 1583 Flavia Ugurgieri della Berardenga)[34]. Cavaliere di Santo Stefano[78]. Si adoperò per instaurare nuovi rapporti di fiducia con il governo centrale del Granducato, dal quale ottenne importanti donazioni e concessioni, sia nel territorio di Vignoni che a Siena.

1. Il Castello di Vignoni: nel 1605 fu completamente restaurato. Il mastio fu riedificato, ma le autorità granducali non ne permisero il ripristino nella sua altezza originaria. Le mura già fortificate furono riedificate, ma con la funzione di semplice recinzione. La chiesetta romanica di San Biagio fu risanata e impreziosita dalla collocazione di un crocifisso del Giambologna[79], visibile nel Museo di Montalcino[80]. Inoltre, nel 1585, fu collocato un "Fonte battesimale"[81], di sobria fattura e di autore incerto. Conservato nella Collegiata di San Quirico. All'interno della chiesa fu fondata la cappella di San Rocco[82]. Rimane solo una targa commemorativa[83].
2. San Quirico d'Orcia - Gli Horti Leonini: il "Giardino di San Quirico"[84] con annesso "casino", già di proprietà di Francesco I de' Medici, fu donato, nel 1581, a Diomede Leoni, da cui, poi i giardini presero il nome. Dopo la sua morte avvenuta, senza eredi nel 1589, il parco reinserito nel patrimonio Granducale, fu nuovamente oggetto di donazione e pervenne a Mario Amerighi. Questi, il 25 aprile 1591[85] istituì una commenda nell'Ordine di Santo Stefano, dove il "Giardino" fu inserito, con diversi altri beni, poderi e fabbricati. La rendita di 700 ducati riveniente da tali beni, nella legislazione del tempo, avrebbe dovuto garantire in perpetuo, la manutenzione e l'aspetto monumentale degli Horti Leonini così come ci sono pervenuti. . Gli Horti Leonini, rimasero nell'ambito della famiglia Amerighi, per 270 anni, durante i quali i suoi componenti, tutti cavalieri dell'ordine, succedutisi nella commenda[86], ne curarono la conservazione e l'arricchimento, consentendone l'uso pubblico. Con l'avvento dello stato unitario, nel 1859, l'Ordine di Santo Stefano fu abolito ed anche il giardino di San Quirico fu confiscato, defluendo nel demanio pubblico. Senza opposizione da parte della famiglia, che ormai aveva i suoi interessi prevalenti nella città di Firenze. Bagno Vignoni - Loggiato e prospiciente "Vasca termale"

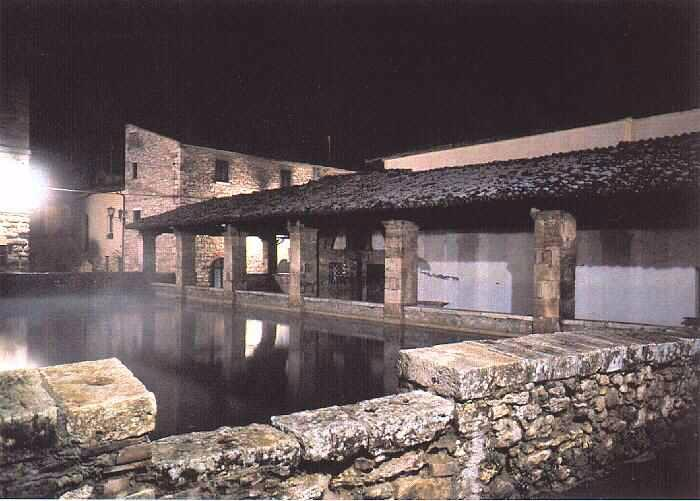
Bagno Vignoni - Loggiato e prospiciente "Vasca termale"

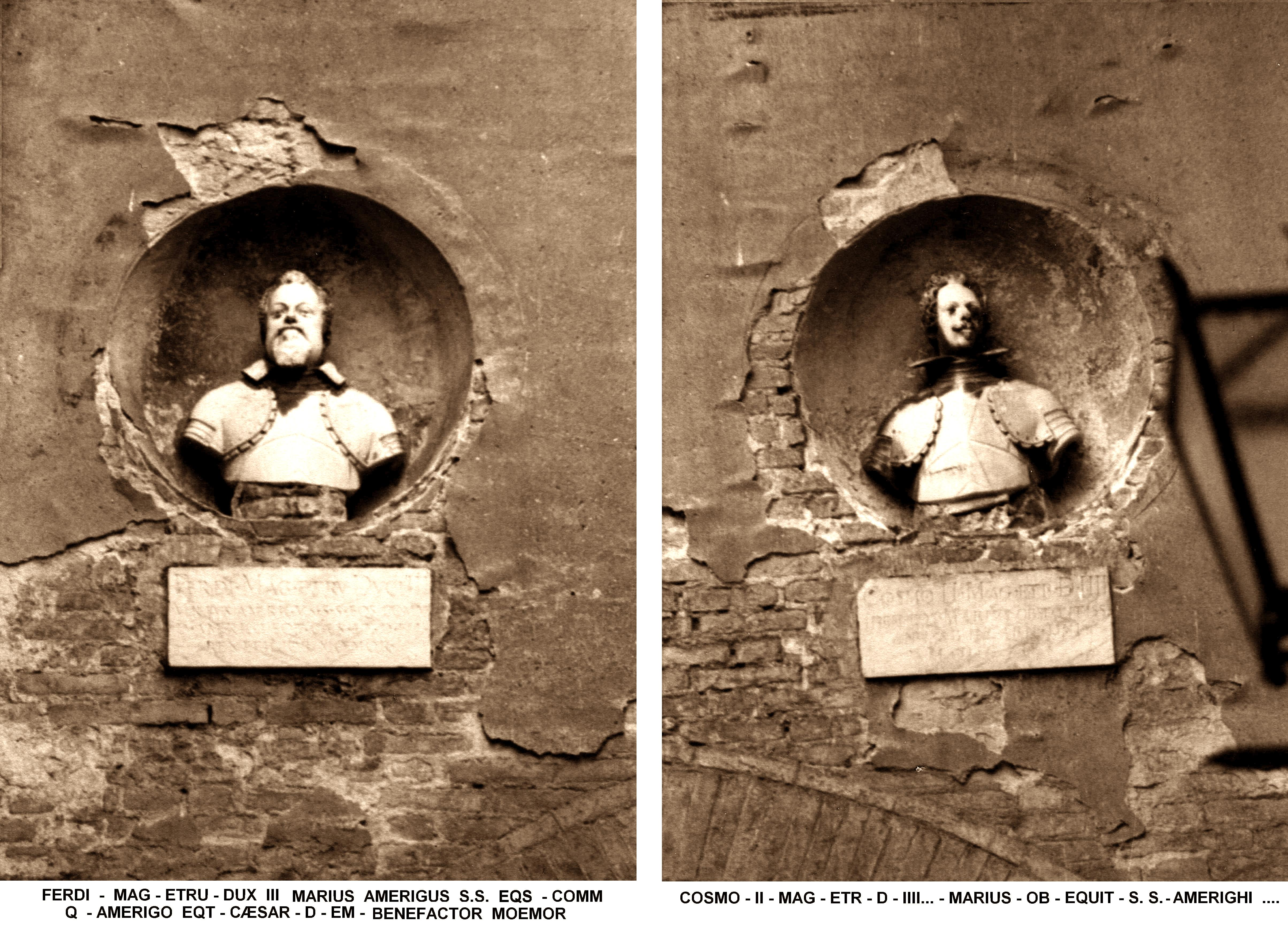
Busti marmorei di Ferdinando I de' Medici e Cosimo II,, sull'Arco di San Maurizio - Siena.

3. Bagno Vignoni: dopo anni di abbandono, il piccolo centro, fu da Mario Amerighi completamente restaurato. Busti marmorei di Ferdinando I de' Medici e Cosimo II,[87], sull'Arco di San Maurizio - Siena.I mulini che si affacciano sulla Val d'Orcia, furono ripristinati e l'attività molitoria riprese a pieno ritmo. Anche l'attività dedicata alla tintura dei tessuti fu ricostituita con il riutilizzo e sistemazione delle piccole vasche di contenimento, sempre nella zona dei mulini[88]. Il 25 gennaio 1592[89] Mario ottenne, dal Governo Granducale, per sé e per i suoi discendenti, la concessione delle gabelle di Bagno Vignoni, con l'obbligo di curarne la manutenzione. Mario provvide a riorganizzare la piscina delle acque termali, con una lineare cornice muraria, ornata da simmetriche lastre di pietra, così come ci è stata tramandata. Sempre a lui si deve inoltre la ricostruzione[90] della piccola cappella di Santa Caterina, affrescata da Ventura Salimbeni e situata al centro del loggiato che si affaccia sulla grande vasca termale. La piazza del paese fu adornata con diverse, preziose maioliche decorate, raffiguranti la Madonna con il bambino e le insegne di famiglia, purtroppo, oggi, deturpate, ad opera di vandali, che ne hanno abraso la parte raffigurante gli stemmi.
4. Siena - Porta San Maurizio: porta della prima cinta muraria di Siena del 1200. Più per motivi di prestigio nei confronti della cittadinanza Senese che, per effettiva necessità, Mario ottenne, dal Governo Granducale, la concessione[91] in perpetuo dell'Arco di San Maurizio. Prese come pretesto il fatto di dover abbattere la muraglia sovrastante, al fine di ottenere dei piccoli locali adiacenti alla casa di famiglia[92]. In ottemperanza agli impegni presi, fece affrescare da un allievo di Ventura Salimbeni gli spazi racchiusi tra i beccatelli, raffigurando immagine sacre. Inoltre per riconoscenza verso il Granduca Ferdinando I de' Medici ed il suo successore Cosimo II, pose in due nicchie, all'uopo ricavate, due busti marmorei che li raffiguravano.

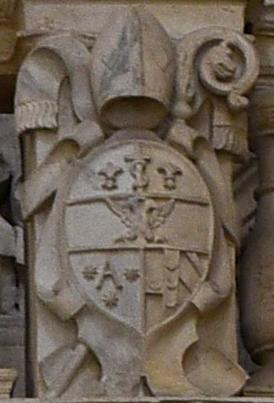
Arme di Celso Amerighi con il capo della Congregazione dei Celestini

- Celso (Siena 1569 - Lecce 1640). Fratello del precedente Mario, divenne monaco benedettino della Congregazione dei celestini, abbandonando il nome di battesimo Alessandro. Nella congregazione divenne abate generale. Lasciò Siena, in età giovanile, per vivere prevalentemente a Roma, Sulmona e a Lecce. Fu stretto collaboratore del cardinale Roberto Bellarmino e testimone nella sua causa di canonizzazione. Fu nominato, dal papa Paolo V, commissario pontificio e legato in Francia, per dirimere la delicata questione della tentata secessione celestina, nel paese transalpino e nelle Fiandre.

Nel 1616 Mario Amerighi decise di emancipare i suoi tre figli maschi , assegnando loro il patrimonio familiare prima della sua morte avvenuta nel 1625. Il ramo di Orazio (n. a Siena nel 1593), terzogenito, diede origine alla discendenza che poi si trasferì a Firenze. Il ramo di Pavolo (n. a Siena nel 1591), secondogenito, diede origine al ramo senese. che produsse diversi uomini illustri e si estinse nel 1739. Il ramo di Amerigo (n. a Siena nel 1587), primogenito, che senza discendenti maschi, lasciò tutto il suo patrimonio ai fratelli.
- Amerigo (1622 - 1690). Figlio di Pavolo, sposò Lisabetta Tolomei[33], dalla quale ebbe due figli maschi, che però morirono giovani. Uno di loro, Girolamo, probabilmente morì a Parigi, dove era paggio presso la corte di Luigi XIV[94]. Con la morte dei figli, Amerigo rimase anche vedovo e contrasse nuove nozze, dalle quali ebbe nuovi figli, di cui, uno, il maggiore abbracciò la vita ecclesiastica, lasciando la primogenitura agli altri. Tuttavia il proposito di Amerigo di perpetuare la sua discendenza, andò deluso, poiché anche gli altri due figli maschi, avuti nel secondo matrimonio, gli premorirono.
Come appartenente al ramo primogenito, era depositario di un vasto patrimonio, che però, tra fedecommesso, beni accomandati e concessioni feudali, era in gran parte vincolato da clausole che ne limitavano il libero dominio. Desideroso di gratificare economicamente, le figlie superstiti, entrò in contrasto con gli altri rami della famiglia ai quali avrebbe voluto vendere, quando era ancora in vita, i beni che sarebbero divenuti, comunque, di loro pertinenza. Stendardo Turco, sottratto in battaglia da Paolo Amerighi -1685

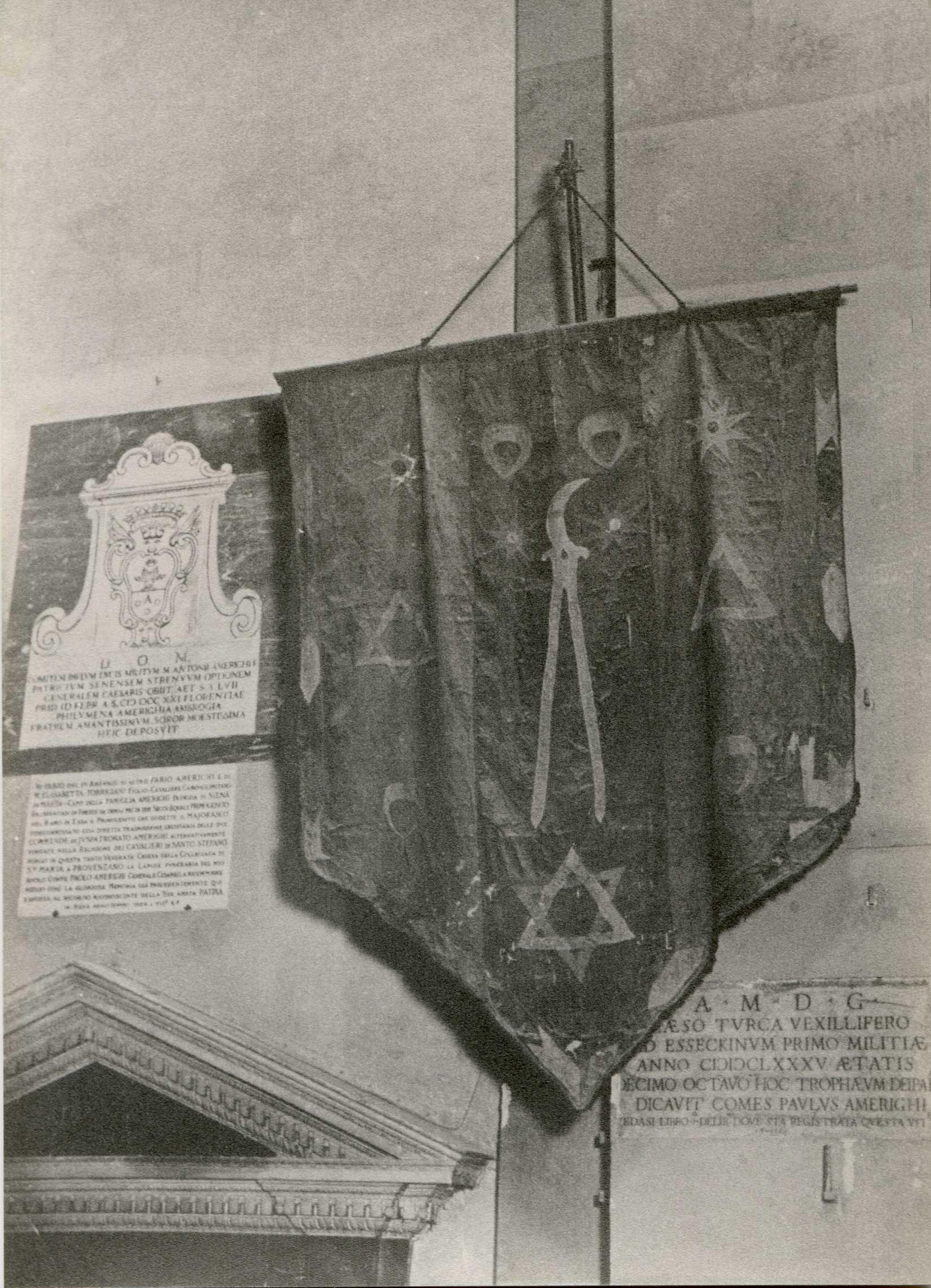
Stendardo Turco, sottratto in battaglia da Paolo Amerighi -1685

Di fronte al diniego, risolse, nel 1676 di vendere, al cardinale Flavio Chigi, pro tempore vitae, e cioè fino al 1690, il suo terzo di pertinenza, dei diritti feudali per la riscossione delle gabelle di Bagno Vignoni[95]. Inoltre decise di vendere, sempre al cardinale, tutte quelle terre, che, nei domini del castello di Vignoni, erano libere da vincoli ereditari.
In effetti la limitazione dei diritti feudali durò solo 14 anni, ma tali alienazioni, se pure di lieve entità, consentirono alla potente famiglia Chigi, che in quel periodo si era affacciata in Val d'Orcia, di aprire una breccia nella blindatura del patrimonio fondiario, degli Amerighi.
Il cardinale Flavio Chigi, proveniva da una potente famiglia di banchieri, nipote di papa Alessandro VII, era dotato di una grande liquidità. Desideroso di omologare il suo status di principe della chiesa, istituendo, per la sua famiglia, un feudo nella sua antica patria senese, seppe cogliere questa occasione per iniziare una paziente espansione, in questi territori, che ebbe una sua accelerazione a partire dal 1773[96], quando la famiglia Amerighi, abbandonò la Val d'Orcia, quasi completamente. Nel 1795, infatti, una discendente, Camilla Teresa, donò il castello ed i suoi territori alla Confraternita della Misericordia di Firenze.
- Vittorio Pompeo - Abate (1656 - 1720). Figlio di Amerigo. Fu Accademico degli Intronati, consigliere spirituale e confessore della Regina di Francia Maria Teresa d'Asburgo (1638-1683), alla quale dedicò un libro, che ne esaltava le qualità teologiche e religiose, intitolato: Speculum theologicum Theresiae Christianissimae Galliarum reginae[97].
- Marco Antonio (1626 - 1701), figlio secondogenito di Pavolo[98]. Sposa nel 1558 Filomena Placidi[34]. Partecipò alla Guerra dei Trent'anni, in Germania dove prese parte all'attacco di Cham sotto il comando del Barone von Trapp e alla Guerra di Castro sotto Raimondo Montecuccoli. Divenne capitano a 23 anni.

- Paolo: (1664 - 1721). Figlio di Marc'Antonio, si stabilì a Vienna presso la corte dell'Imperatore Leopoldo I d'Asburgo. Nel 1685, durante la guerra contro i Turchi in Ungheria e sotto il comando del colonnello Filippo Spinola Marchese di Los Balbases e del maresciallo conte Giacomo di Leslie, ventenne, partecipò alla presa della città di Muhach situata sul Danubio. Nei combattimenti sul ponte di Eszech, benché ferito, strappò ad un vessillifero turco uno stendardo[99]. Tale stendardo[100] fu inviato al padre a Siena e donato alla Chiesa di Santa Maria di Provenzano[101] che ancora lo conserva. Ai comandi del Duca Carlo V di Lorena prendeva parte all'Assedio di Buda (1686). Nell'occasione scrisse un Diario[102][103] ritenuto, storicamente importante.
 Paolo, per i servizi resi e la stima guadagnata nei confronti dei sovrani, fu gratificato, con il titolo di Conte del Sacro Romano Impero, che l'imperatore Leopoldo volle estendere a tutti i componenti maschi della famiglia[104].
- Stanislao (1674 - 1731)[105]. Figlio di Marc'Antonio. Personaggio pragmatico: monaco benedettino, fu uomo di religione, uomo d'arme e uomo di lettere. Fin dalla prima infanzia visse a Vienna, dove passò gran parte della sua vita. Fu inizialmente Paggio[98], poi Oratore[106] e "Consigliere Aulico"[107] presso Leopoldo I d'Asburgo.Leopoldo I e Eleonora di Asburgo

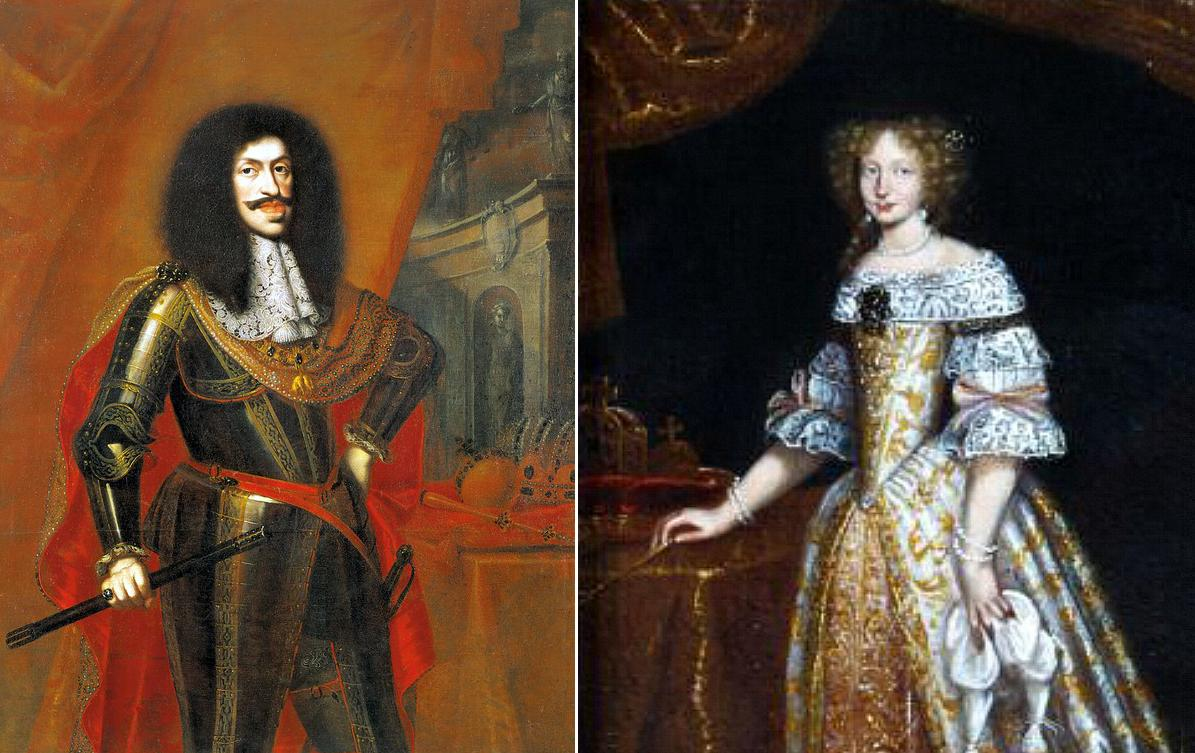
Leopoldo I e Eleonora di Asburgo

Scrisse, nel 1696, per la Cappella di Corte un poemetto dedicato all'Imperatore, intitolato "L'Incoronazione di Salomone"[108] e musicato, per l'occasione, da Ferdinand Tobias Richter[109]. Come Cavaliere Gerosolimitano, dal 1694, partecipò alla guerra contro i Turchi in Ungheria[110]. Fu tra quelli che nel 1696, con il generale Giannandraea Corbelli[111], comandante imperiale, si recarono a Máriapócs, per esaminare l'icona del Miracolo della lacrimazione della Madonna[112]. Fece parte della commissione, nominata da Leopoldo I per svolgere l'indagine ecclesiale sull'autenticità dell'avvenimento. In tempi successivi, alcuni eventi miracolosi, avvenuti in Stiria, ad opera di un frate cappuccino, assunsero un tale clamore, che l'imperatore decise, anche in questo caso, di effettuare un'indagine che affidò a Stanislao, tale era la fiducia in lui riposta, per la sua fama di uomo probo e conclamato teologo. In effetti, in sua presenza, avvenne la guarigione istantanea di un ufficiale reso storpio dalle gravi ferire riportate. Leopoldo volle, di questi accadimenti, una certificazione, conservata nell'Archivio di Vienna[113].
Dopo la morte dell'Imperatore nel 1711, si ritirò a Malta, sua nuova residenza, dove, fra l'altro, visti i suoi trascorsi, stilò un progetto[114] per il recupero dei beni dell'Ordine, sottratti dai Turchi, in Ungheria. Ben presto però si rimise in movimento, divenendo Priore di Santa Croce del Sovrano Militare Ordine di Malta, per la lingua Italiana e si insediò nel Priorato Gerosolimitano di Messina. Nel 1731, morì a Lucera, lontano dagli echi del mondo.

- Ernando (Siena 1658 - Siena ....). Figlio maggiore di Marc'Antonio. monaco e abate dell'ordine dei frati Benedettini era uomo di cultura, dotto in teologia, scienze fisiche e naturali e filosofia. Accademico degli Intronati[115] e dei Fisiocritici[116], era stimato e rispettato nella Siena del tempo per la sua intransigenza morale e ortodossia religiosa. Ebbe contrasti, particolarmente accessi, nei confronti dello storico Uberto Benvoglienti e del letterato e commediografo Girolamo Gigli, avendo condannato ed etichettato, come scandalose, alcune loro opere[117][118].
Nel 1690, la sua reputazione fu, però, indebolita a causa del suo carattere impetuoso. In una controversia familiare, di carattere economico, con suo cognato Pier Angelo Perfetti, che insieme alla sorella Orsola, fra l'altro erano i genitori del più noto Bernardino Perfetti, si vide confiscare, ad opera del provveditore del Monte dei Paschi di Siena, diversi quintali di grano contenuti in un granaio di una sua villa. Convinto di essere nella ragione e soprattutto contrariato, a suo modo di vedere, dalla mancanza di stile dei parenti, ruppe i sigilli imposti e, di notte con numerosi carri, asportò tutto il grano riponendolo in altro luogo di sua proprietà[119]. Tale ingenuo comportamento scatenò la vendetta dei suoi detrattori, che iniziarono una campagna denigratoria e satirica con rappresentazioni teatrali e sonetti che ne stigmatizzavano, ironicamente, il comportamento[119].
Fu, forse, per questo motivo, che declinò, nello stesso anno, anche se già pronto per l'investitura, la commenda ed il cavalierato nell'Ordine di Santo Stefano, che furono acquisiti dal fratello Luigi.
Il suo prestigio, tuttavia, ne uscì solo parzialmente, ridimensionato. Non rinunciò mai alla sua opera moralizzatrice dei costumi e ancora nel 1719, era considerato ... Sacerdote Zelatore dell'onore di Dio e della Patria[117].
Successivamente, presso l'Accademia dei Fisiocritici, sviluppò diverse tesi su svariate discipline[120]. Fu autore di alcuni saggi e componimenti rimasti manoscritti[121].

### Il periodo di transizione da Siena a Firenze (1698 - 1795)

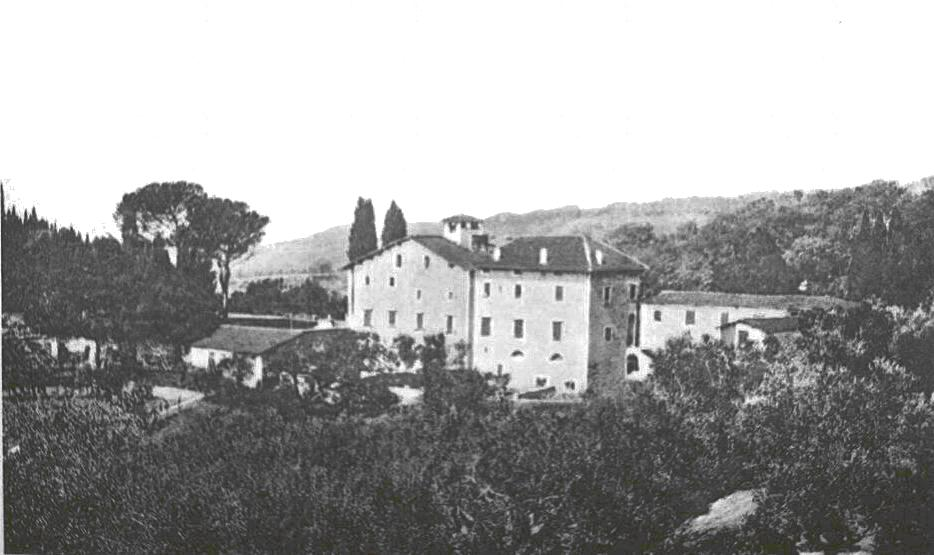
Villa Amerighi - Casa Bianca - Sant'Agata di Mugello - Firenze.

- Orazio Maurizio: (Siena 1665 - Firenze 1710). Sposa nel 1698 Maria Camilla Terriesi. Appartenente al ramo terzogenito della famiglia, visse tra Siena e Firenze, ove, in qualità di Cavaliere di Santo Stefano, confermò, arricchendola, una commenda nel medesimo Ordine, che prese il nome di Casa Amerighi.Villa Amerighi - Casa Bianca - Sant'Agata di Mugello - Firenze. Nel 1697 si unì in matrimonio con Maria Camilla, che con la sorella Lucrezia, era l'ultima rappresentante della famiglia patrizia fiorentina dei Terriesi. Da questo matrimonio nacquero due figli Carlo e Raffaello, che rimasti orfani di padre in età pupillare, vennero educati sotto la protezione della famiglia Ricasoli, che li introdusse nella società Fiorentina.

Nel 1715 moriva Francesco Terriesi, personaggio di rilievo nella Toscana del tempo.
 Lasciò alle due nipoti, Maria Camilla, negli Amerighi, Lucrezia, nei Paulini, e la loro discendenza maschile, un vasto patrimonio distribuito in numerosi immobili e fondachi, a Firenze, e tenute di grande dimensione in Mugello. Alla vedova Amerighi toccò in sorte una villa a Sant'Agata di Mugello, consistente in diversi poderi, insediamenti e case rurali, vigne e boschi, nonché alcuni mulini dislocati su un vasto territorio. A capo, un'antica e pregiata dimora, detta "La Casa Bianca", da cui la tenuta prese il nome. A Firenze divenne proprietaria di alcuni immobili, tra cui un palazzetto trecentesco, situato in via delle Caldaie, nel quartiere di Santo Spirito.

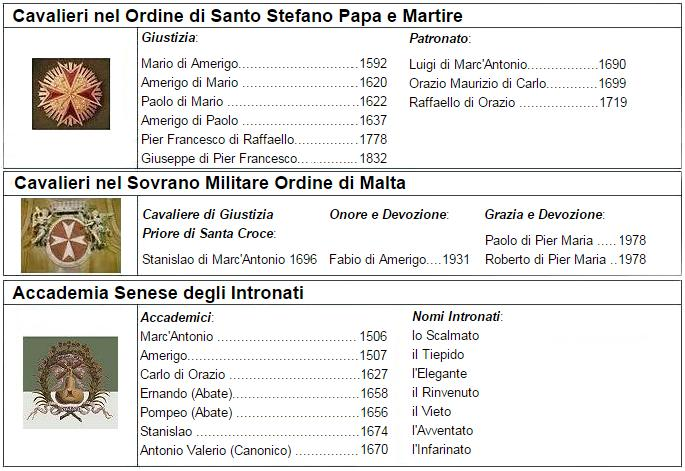
Accademici Intronati. Cavalieri dell'Ord. di S. Stefano. Cavalieri dell'Ord. di Malta.

- Antonio Valerio: (Siena 1670 - Siena ....). Fratello del precedente Orazio Maurizio, fu Accademico degli Intronati, con lo pseudonimo dell'Infarinato[128]. Dotto nelle discipline legali[129] e nelle lettere[16], fu canonico dell'Insigne Collegiata di Santa Maria in Provenzano. Fu autore di diverse opere poetiche date alla stampa e rimaste manoscritte[130]. Viene ricordato tra l'altro, per essere stato possessore di una delle più ricche biblioteche private di Siena[131], che contava preziosi codici, almanacchi e canzonieri[132]. Acquisì anche il manoscritto originale di un'antica cronaca senese, risalente al 1202[133]. Questa rara collezione di libri, fu ereditata dalla nipote Camilla Teresa. Poi se ne persero le tracce. Fu probabilmente donata ad un istituto pio, parcellizzata o fusa in altre biblioteche.
- Niccolò: (Siena 1667 - Siena 1739). Figlio di Marc'Antonio. Personaggio minore e fratello più giovane di Stanislao, fu l'ultimo rappresentante del ramo primogenito della famiglia[134]. Il patrimonio reso inalienabile dall'istituto giuridico del fedecommesso, passò al ramo fiorentino, composto da parenti ormai lontani, essendosi diviso da quello principale da quattro generazioni. Con Niccolò si interruppe quel circolo virtuoso nel quale la famiglia si era sempre mossa, tra erudizione accademica, da una parte, e tradizione militare e relazioni internazionali di alto livello, dall'altra. Non ultima andò perduta anche quella plurisecolare e radicata esperienza mercantile, che aveva rappresentato un collante non indifferente nella famiglia. Prerogative perdute che, con il tempo e non senza ostacoli e difficoltà, vennero gradualmente recuperate nella nuova realtà fiorentina.

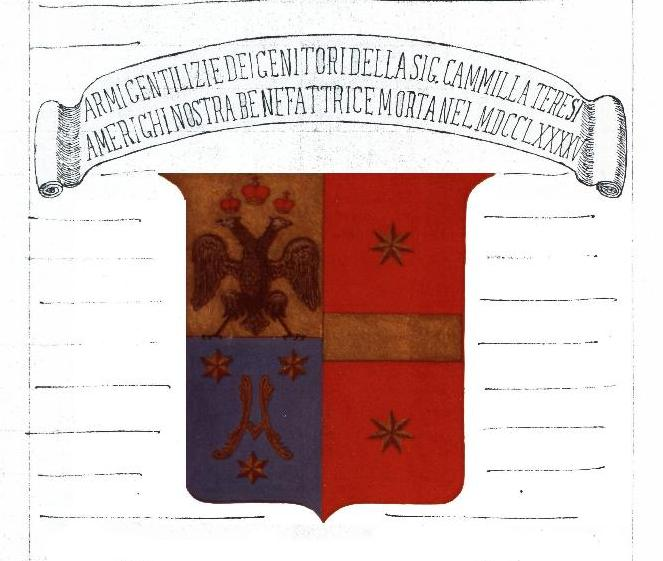
Camilla Teresa Amerighi, benefattrice della Confraternita della Misericordia di Firenze (1795). Riproduzione di una tavola lignea, esposta in una sala del palazzo.

- Carlo:(Siena 1699 - Firenze 1778). Sposa nel 1754 Francesca di Simone Fazzi. Nel 1736, con la morte della madre Maria Camilla divenne erede del patrimonio fiorentino, di recente acquisizione, e nel 1739 di quello senese, che gli venne lasciato dal cugino Niccolò. Camilla Teresa Amerighi, benefattrice della Confraternita della Misericordia di Firenze (1795). Riproduzione di una tavola lignea, esposta in una sala del palazzo.Giunto in età avanzata, i rapporti con il territorio di Siena diminuirono e nel 1771 a causa di amministratori infedeli, alcune clausole[135] inerenti alla concessione feudale delle gabelle di Bagno Vignoni e dei sottostanti mulini, non vennero osservate. Ragione che fece decadere i diritti della famiglia, in quell'istituto feudale, che le consentivano di riscuotere i tributi in un vasto territorio. Diritti che poi vennero definitivamente assegnati, dal granduca, alla famiglia Chigi[136], che progressivamente dal 1773, subentrò nel ruolo che era già stato degli Amerighi.

Con la successione dei Lorena, nella monarchia Granducale, cominciò un lento rinnovamento dello stato Toscano, che trovò un'accelerazione con la politica illuminata di Pietro Leopoldo. Alcuni istituti giuridici di remota origine medioevale, che erano in netto contrasto con la filosofia rinnovatrice del tempo, vennero progressivamente aboliti. In particolare, il fedecommesso, dopo le prime restrizioni introdotte nel 1747, venne soppresso dal nuovo monarca, nel febbraio 1789
- Camilla Teresa: (Firenze1754 - Firenze 1795). Donna dal forte carattere, si impegnò con veemenza per i diritti e l'emancipazione della donna. Con la morte del padre Carlo ed in virtù della nuova legislazione allora vigente, a soli 29 anni divenne erede di tutto il patrimonio senese della famiglia, ad esclusione della casa antica di Siena della porta di San Maurizio ed un paio di tenute che erano state oggetto di precedente divisione con lo zio Raffaello. Questa situazione molto particolare per una signorina del tempo, la trasformò in uno dei più ambiti partiti di Firenze. Ma la sua indole religiosa era simile a quella del suo prozio Francesco Terriesi. Benché laica, anche lei, si avvicinò alla Confraternita della Misericordia di Firenze, di cui divenne dama sostenitrice e assidua benefattrice. Si fece promotrice del soccorso ed assistenza dell'infanzia abbandonata. Alla sua morte, nel 1795, lasciò, alla confraternita, tutti i suoi averi[138], che, oltre il castello di Vignoni, comprendevano anche la corte di pertinenza, consistente in un territorio di migliaia di ettari diviso tra diverse tenute, boschi e vigneti e diverse case padronali. Nell'ingresso del palazzo della Misericordia, in piazza Duomo a Firenze, viene ricordata, in una targa marmorea, come prima benefattrice.

### Il periodo fiorentino (1737 - 1970)

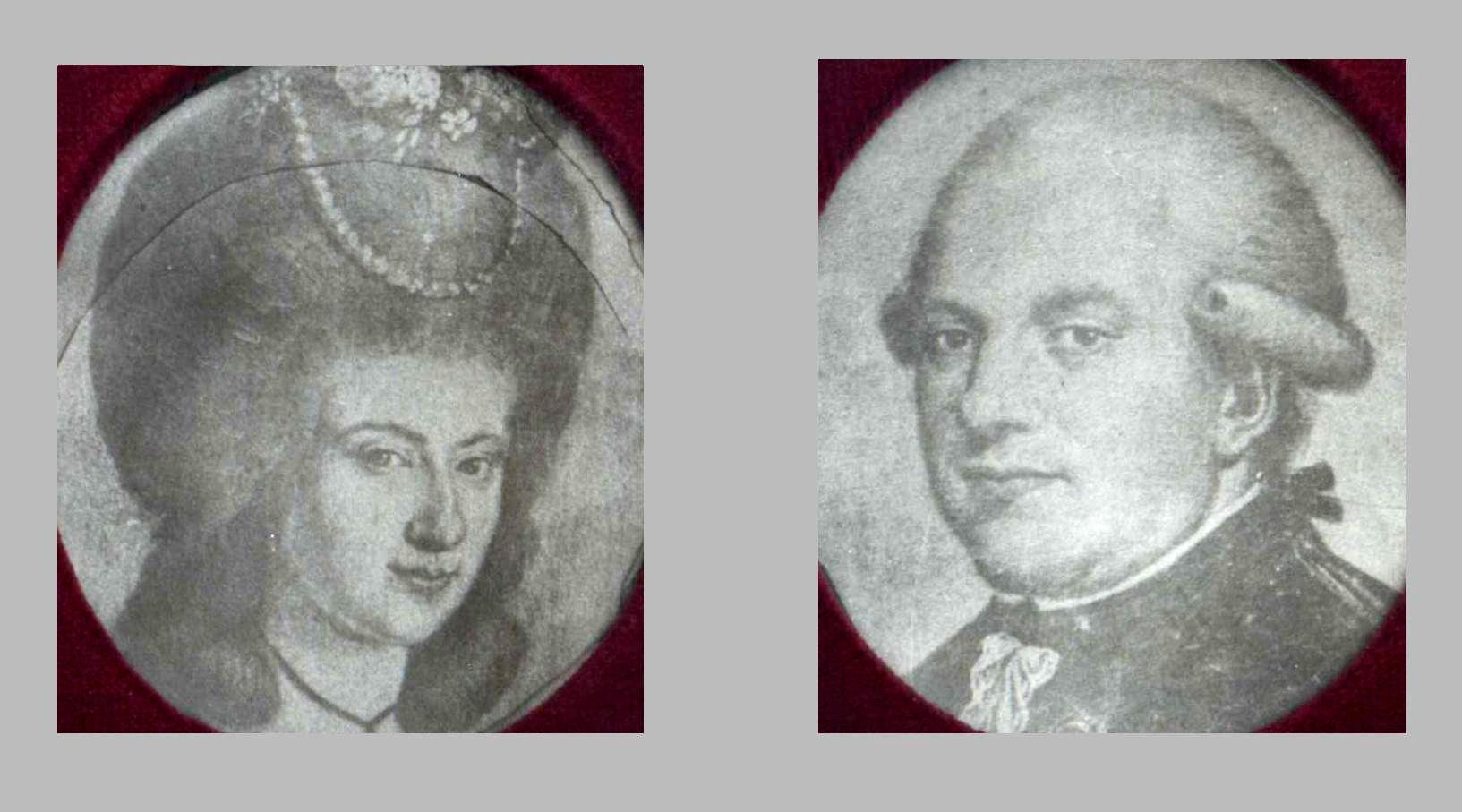
Maria Artemisia Pitti e Pier Francesco Amerighi

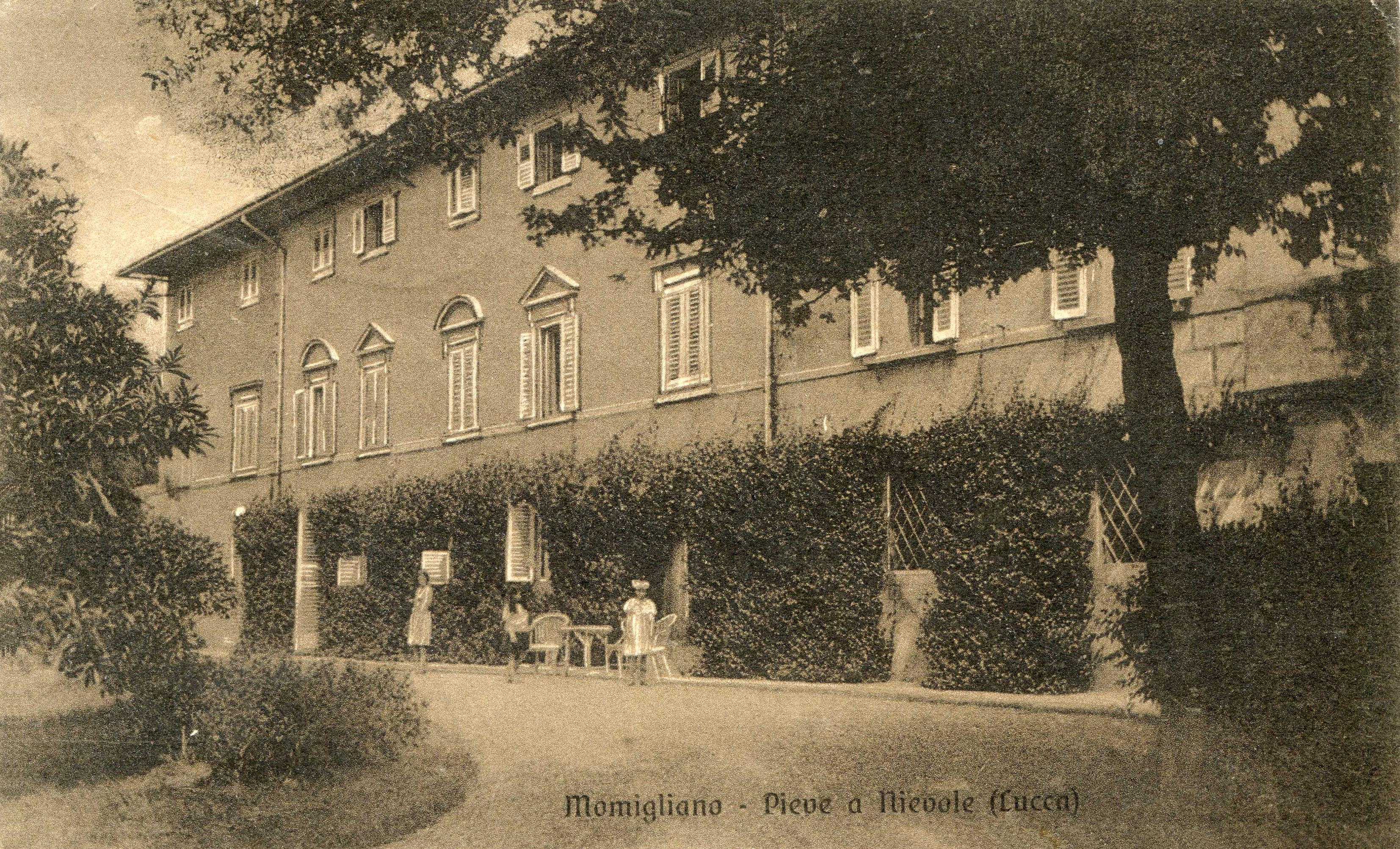
Villa Amerighi-Pitti - Momigliano - Pieve a Nievole. Nel 1924.

- Pier Francesco: (Firenze1737 - Firenze 1811).Villa Amerighi-Pitti - Momigliano - Pieve a Nievole. Nel 1924. Figlio di Raffaello, nel 1781, prese in moglie Maria Artemisia, ultima discendente della famiglia di Luca Pitti[139], che gli portò in dote, la grande tenuta di Momigliano in Val di Nievole, più nota, come villa Pitti-Amerighi. Fu un funzionario governativo e si occupò di molti uffici granducali. Come la cugina Camilla Teresa, anche lui si dedicò ai problemi dell'infanzia, divenendo, curatore degli Uffici del Bigallo, per una lunga parte della sua vita. Per questi servizi il granduca Pietro Leopoldo lo ricompensò, donandogli i frutti di due commende nell'Ordine di Santo Stefano[140]. Ebbe numerosi figli. Nel 1785, per fervente desiderio della moglie Artemisia, adottò e tenne a battesimo un'orfanella, di origine ebraica, alla quale diede il nome di Maria Maddalena. Più tardi, questa nuova figlia, vesti, a Firenze, l'abito di Suora Cappuccina[141] e nei primi anni del XIX secolo, divenuta Madre Badessa, per ordine dei superiori, si recò a Pisa, dove fondò un nuovo monastero della Clarisse Cappuccine, che prese luogo nell'antica chiesa di San Bernardo, restaurata, per questo fine, da una pia benefattrice[142].

Nel grande terremoto del 1798, la casa senese della porta di San Maurizio, che in passato era stata una delle antiche torri della città, fu seriamente danneggiata. Dopo il restauro fu abitata solo saltuariamente, poiché gli interessi, prevalenti di Pier Francesco, gravitavano, ormai, tra il Mugello, Firenze e la Val di Nievole.

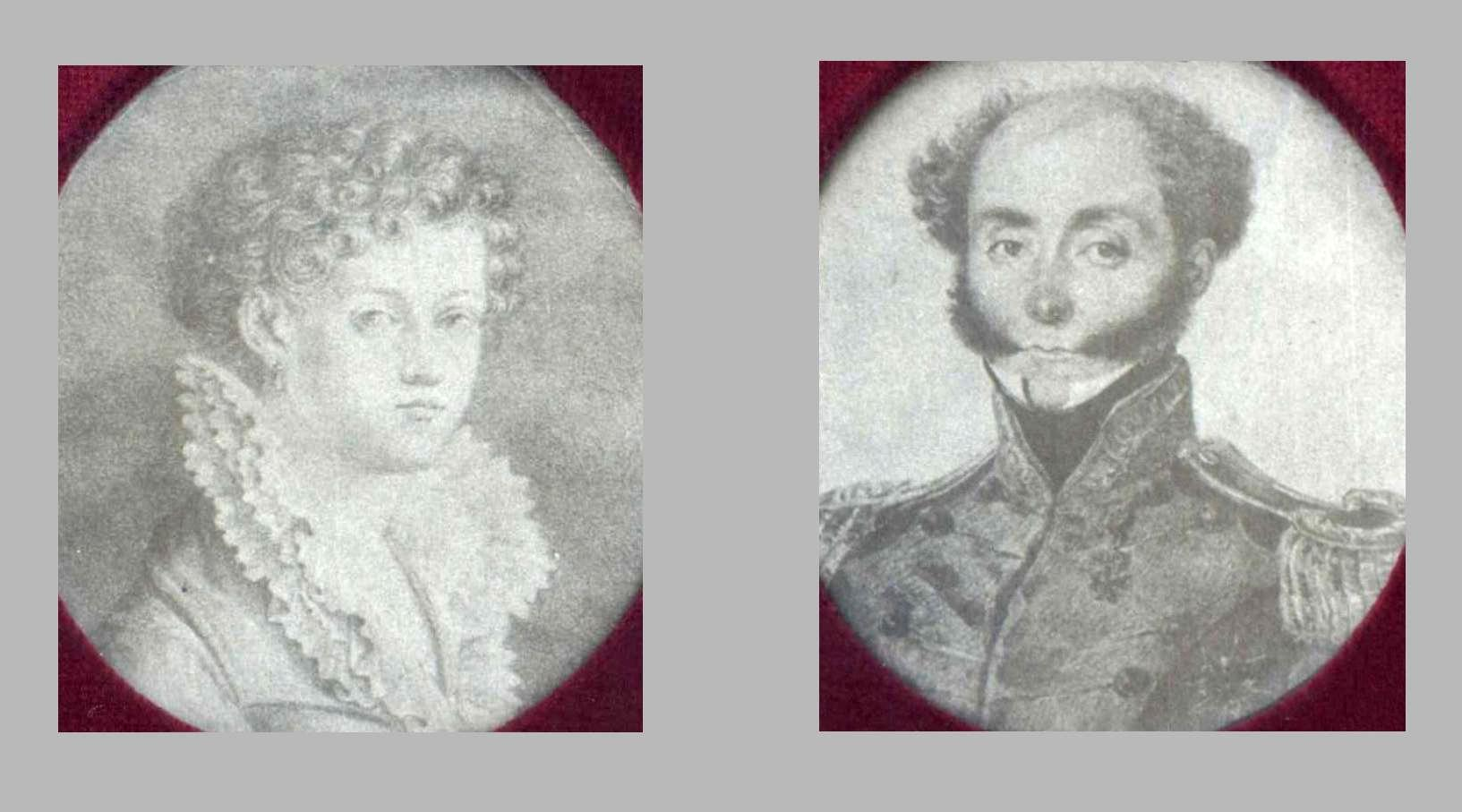
Giulia Michelozzi e Giuseppe Amerighi

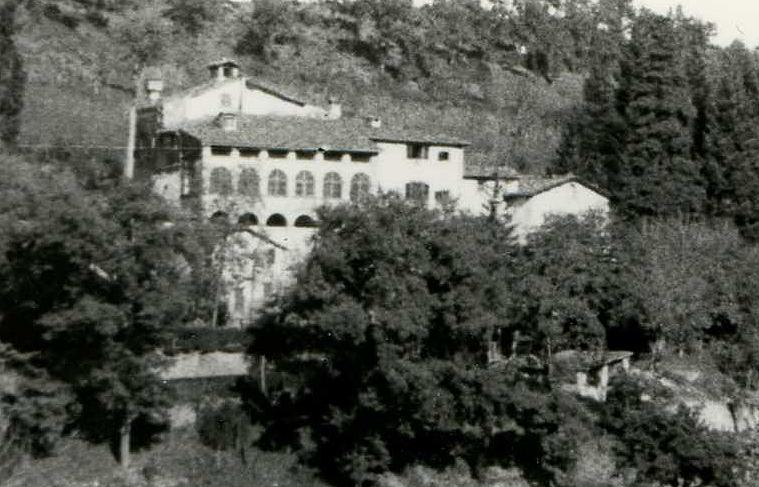
Villa Amerighi. La Ruzza - Faltona - Firenze. Nel 1935

- Giuseppe: (Firenze 1791 - Firenze 1866). Unico figlio maschio superstite di Pier Francesco sposò Giulia Michelozzi,  dopo che si erano già sposati anche i rispettivi sorella e fratello, e cioè, Maria Giuseppa Amerighi e Felice Michelozzi. Ricoprì incarichi governativi[143] e militari, negli ultimi anni del granducato. Liberale ed aperto alle nuove correnti di idee democratiche, fu convinto sostenitore dell'unità d'Italia, ma come cattolico assunse un atteggiamento non gradito al nuovo "Establishment" sabaudo, che nel 1864, su di lui, aprì un fascicolo, con la sua biografia, nel quale venne classificato come reazionario[144]. Visto il grande prestigio e l'ascendente che l'Amerighi, aveva nel tessuto sociale fiorentino e toscano in genere, le nuove autorità, non ritenendo conveniente assumere iniziative di alcun genere, preferirono registrare l'indagine come segreta. Da notare che a quell'epoca Giuseppe aveva 72 anni.

In quegli anni il patrimonio familiare raggiunse un livello di riguardo. Filippo Paulini, ultimo discendente di Lucrezia Terriesi, morì, lasciando eredi del suo cospicuo patrimonio, comprendente, tra l'altro, le tenute de "La Radicchia" e de "La Ruzza", i figli maschi del cugino Giuseppe, che poi si ridussero al solo Fabio. Il grande patrimonio che già fu di Francesco Terriesi, ritornò nella sua interezza nell'ambito di un'unica famiglia.
- Elena: (Firenze 1822 - Firenze 1904). Nel 1834, a dodici anni di età, rimase erede del patrimonio Michelozzi[147], compreso lo storico palazzo di via maggio. Patrimonio, che vista la giovane età della ragazza, fu amministrato dal padre Giuseppe[148]. Nel 1846 contrasse matrimonio[149] con Leonardo Roti, alla discendenza del quale, per espressa volontà del testatore, avrebbe dovuto essere imposto anche il cognome Michelozzi[150].

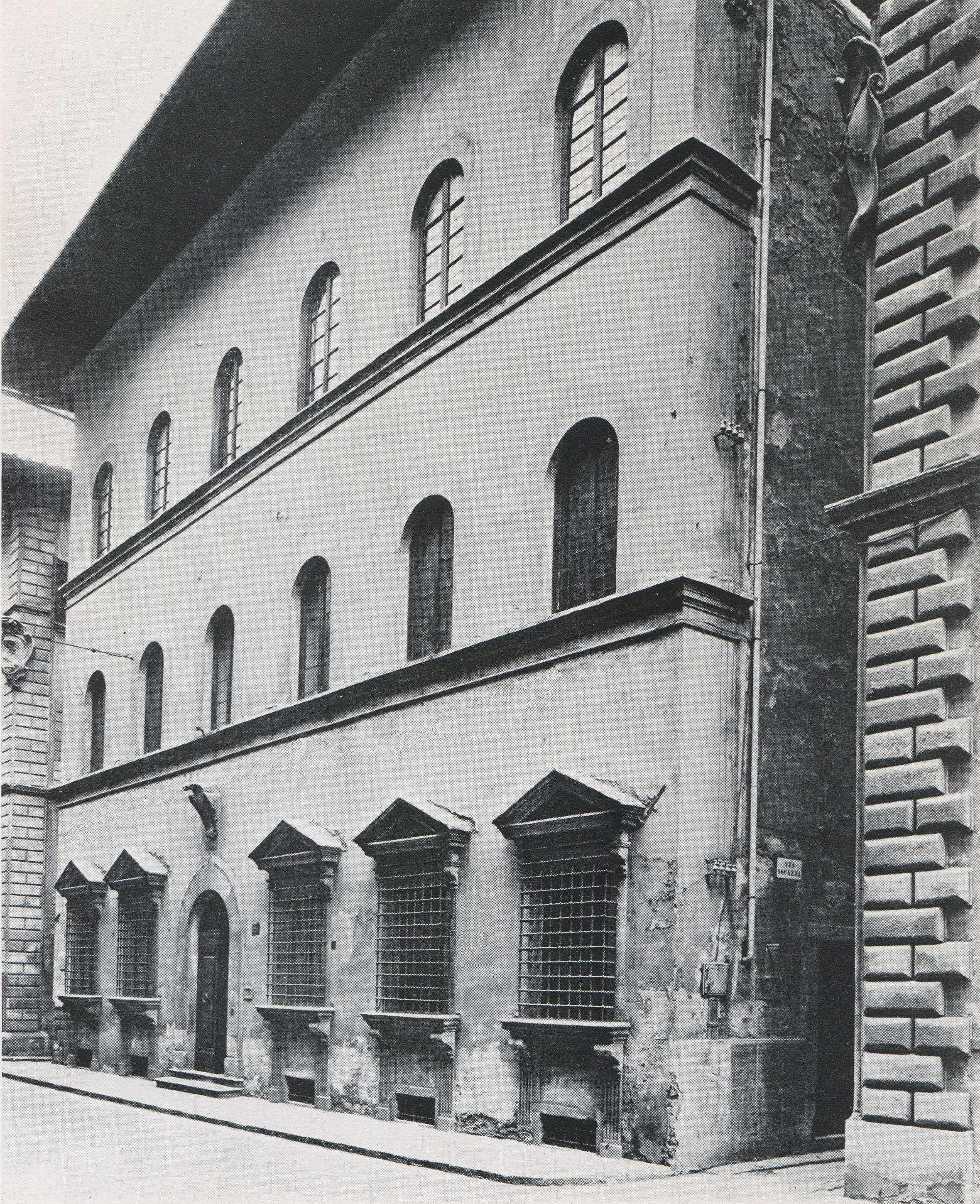
Palazzo Michelozzi, già di Elena Amerighi (Prima metà del XX secolo)

- Fabio Maria: (Firenze 1837 - Firenze 1908). Sposa, nel 1856, Clelia Magnani, proveniente da una ricca e nobile famiglia di Pescia, in Val di Nievole. Famiglia che era impegnata in varie attività mercantili e manifatturiere, come l'industria ed il commercio della seta e le cartiere, note per i loro prodotti di pregio. In particolare, la carta filigranata veniva usata in tutta Europa per la produzione di carta moneta. Portò nella famiglia Amerighi[151], il Palazzo Del Pugliese a Firenze, già dei Feroni, e una tenuta a Montecarlo in Val di Nievole.Palazzo Del Pugliese, già degli AmerighiPalazzo Michelozzi, già di Elena Amerighi (Prima metà del XX secolo) Nel 1866, a 29 anni, con la morte del padre, Fabio Maria si ritrovò ad amministrare un vasto territorio, di svariate migliaia di ettari, dislocato in diverse provincie toscane, distribuito tra vigne, boschi e terreni agricoli con annessi opifici atti alla macinazione delle granaglie e alla lavorazione dei legnami. Visse in modo riservato, più avvezzo alla vita di gentiluomo di campagna, che non a quella di uomo mondano, declinando il fascino indiscreto della Belle Époque. Non disdegnò comunque il mondo delle opere d'arte, con cui adornò il palazzo di Firenze, e la partecipazione a quel mondo culturale, che coinvolse la società fiorentina di fine ottocento. Suoi erano due palchi in altrettanti teatri di Firenze. Il teatro degli Intrepidi e il Teatro Goldoni, che però dopo la partenza dei Lorena decaddero rapidamente.

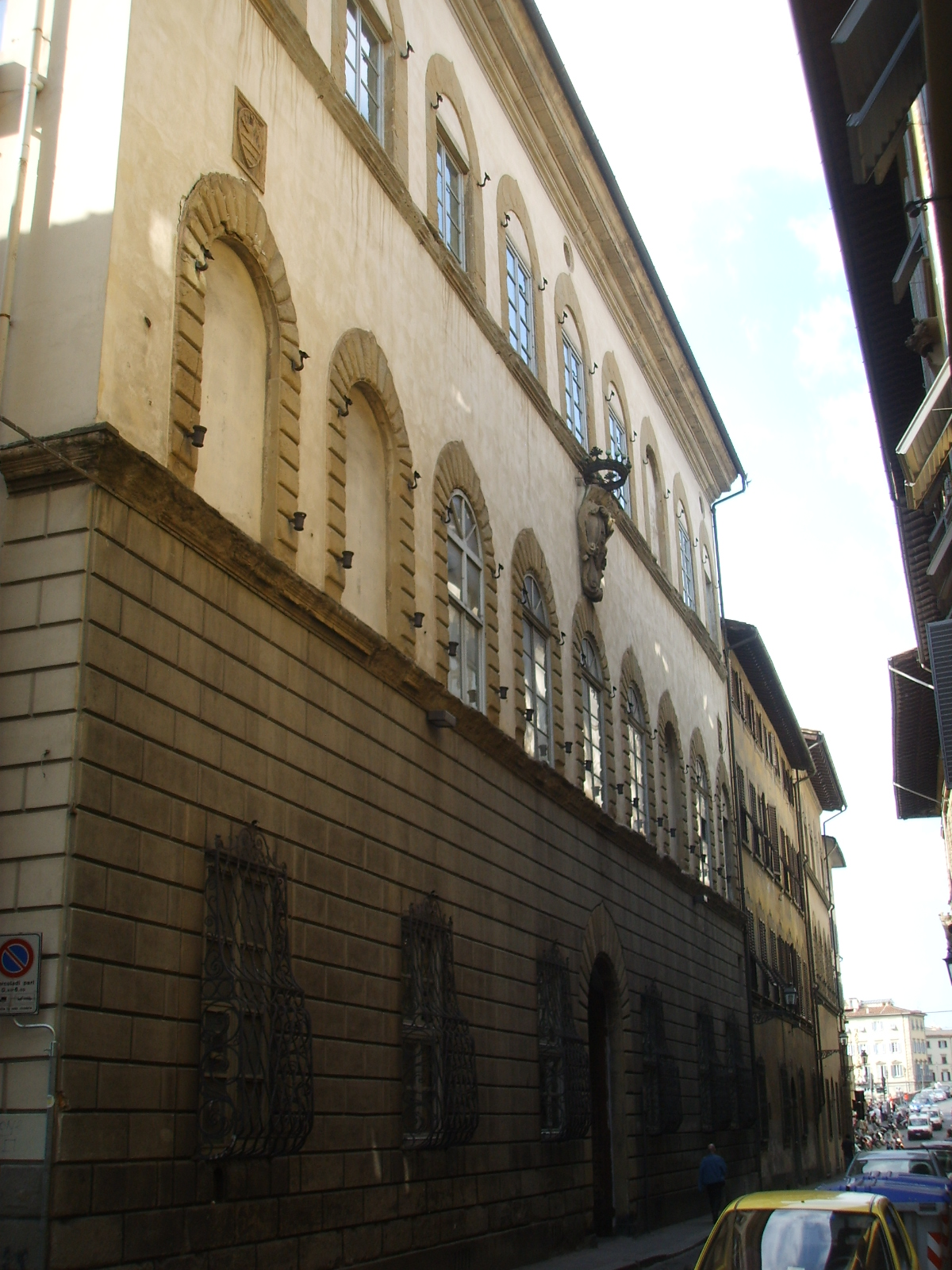
Palazzo Del Pugliese, già degli Amerighi

Nel 1869, toccò a lui un'opera pietosa che si rese necessaria a causa dei lavori di ampliamento dei lungarno. Nella Chiesa di Santa Maria dei Bardi, volgarmente conosciuta, come Santa Maria Sopr'Arno, aveva trovato sepoltura nel 1721, il generale imperiale Paolo Amerighi, conosciuto come l'eroe di Eszech. La grande iniziativa urbanistica, che coinvolse la Firenze di quegli anni, determinò la demolizione di questa chiesa. Il sarcofago, in pietra, del suo avo, trovò dimora in una delle cappelle di famiglia, che nella fattispecie fu quella di Sant'Agata di Mugello. La lastra marmorea commemorativa, fu, in seguito, donata alla Chiesa di Santa Maria di Provenzano, che insieme ad altri ricordi e doni della famiglia, la conserva, affissa nell'abside in alto a sinistra, a fianco della navata centrale.
Ebbe quattro figli, che alla sua morte, si divisero il patrimonio. Il primogenito, Amerigo, visse tra Firenze, nel citato Palazzo Amerighi e la tenuta della Casa Bianca in Mugello. Il secondogenito, Lorenzo, visse, tra Firenze e Faltona nella tenuta della Ruzza e, successivamente, anche nella Radicchia sul Monte Senario, già del fratello Mario. Infine Pier Francesco visse tra Firenze e la Val di Nievole, nelle tenute di Momigliano e Montecarlo di Pistoia. Le ultime due superstiti, del ramo fiorentino, furono Teresa già sposata Ulivieri Stiozzi Ridolfi e Maria Luisa già sposata Cini di Pianzano. Morirono negli ultimi anni del XX secolo.
- Amerigo: (Firenze 1857 - Viareggio 1927). Sposò nel 1894 Maria Elisabetta Torrigiani, da cui ebbe, oltre la citata Maria Luisa, un figlio maschio di nome Fabio. Quest'ultimo morì, a Firenze, senza eredi nel 1970, nella sua casa di piazza Santo Spirito.
- Pier Maria: (Firenze 1911 - Roma 2005). Figlio di Lorenzo, fu ufficiale della Regia Marina. Nel 1942 sposò Loredana, figlia del generale del Genio Navale, Romolo Pittoni, matematico[155]. La discendenza di Pier Maria vive a Roma.